# Kínai építészet
A kínai építészet, Kína művészetének egyik kiemelten fontos része, a hagyományos és a modern építészetre osztható. A hagyományos építészeti stílus évezredek alatt alakult ki Kínában, mielőtt elterjedt volna az egész kelet-ázsiai építészet befolyásolására. A korai császári időszakban történő megszilárdulása óta a kínai építészet szerkezeti elvei nagyrészt változatlanok maradtak, a fő változások csak a díszítő részletek. A Tang-dinasztiától kezdve a kínai építészet nagy hatással volt Japán, Korea, Mongólia és Vietnam építészeti stílusaira, és változó mértékben befolyásolja Délkelet- és Dél-Ázsia építészeti stílusait, beleértve Malajziát, Szingapúrt, Indonéziát, Thaiföldet, Laoszt, Kambodzsát és a Fülöp-szigeteket.
A kínai építészetben a térgazdálkodásban és a technológiában ugyanazok a jellemzők fordulnak elő a magánházaktól a palotákig és templomokig. Az építészet legismertebb és legjellegzetesebb példái az íves tetők, a kerti pavilonok, a díszkapuk, a pagodák, az udvarházak, a különösen szerkesztett hidak és a sok ezer km hosszú Nagy Fal. A dekorációk a kínai építészet fontos részei.

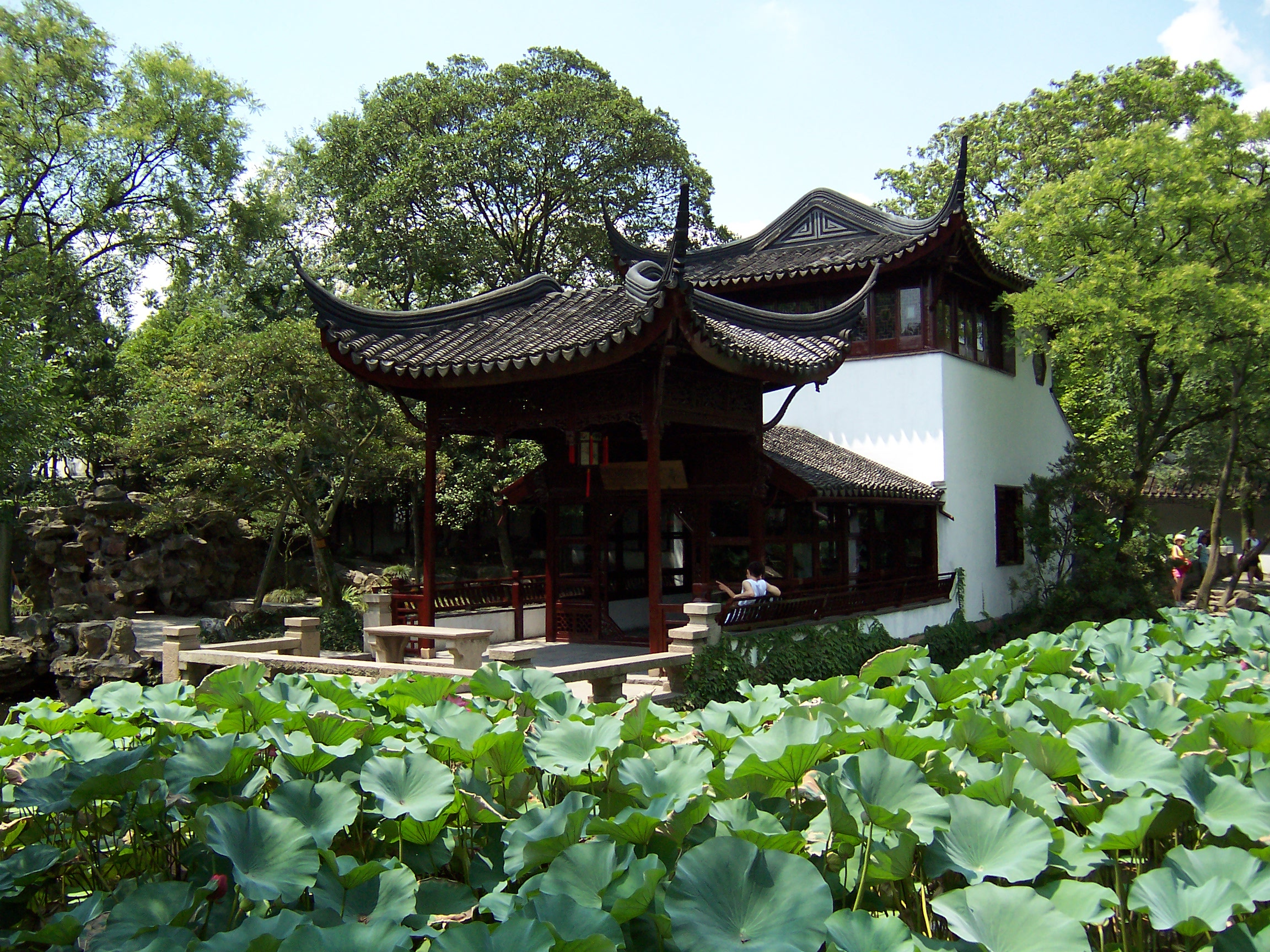
Kínai pavilon hagyományos tetővel

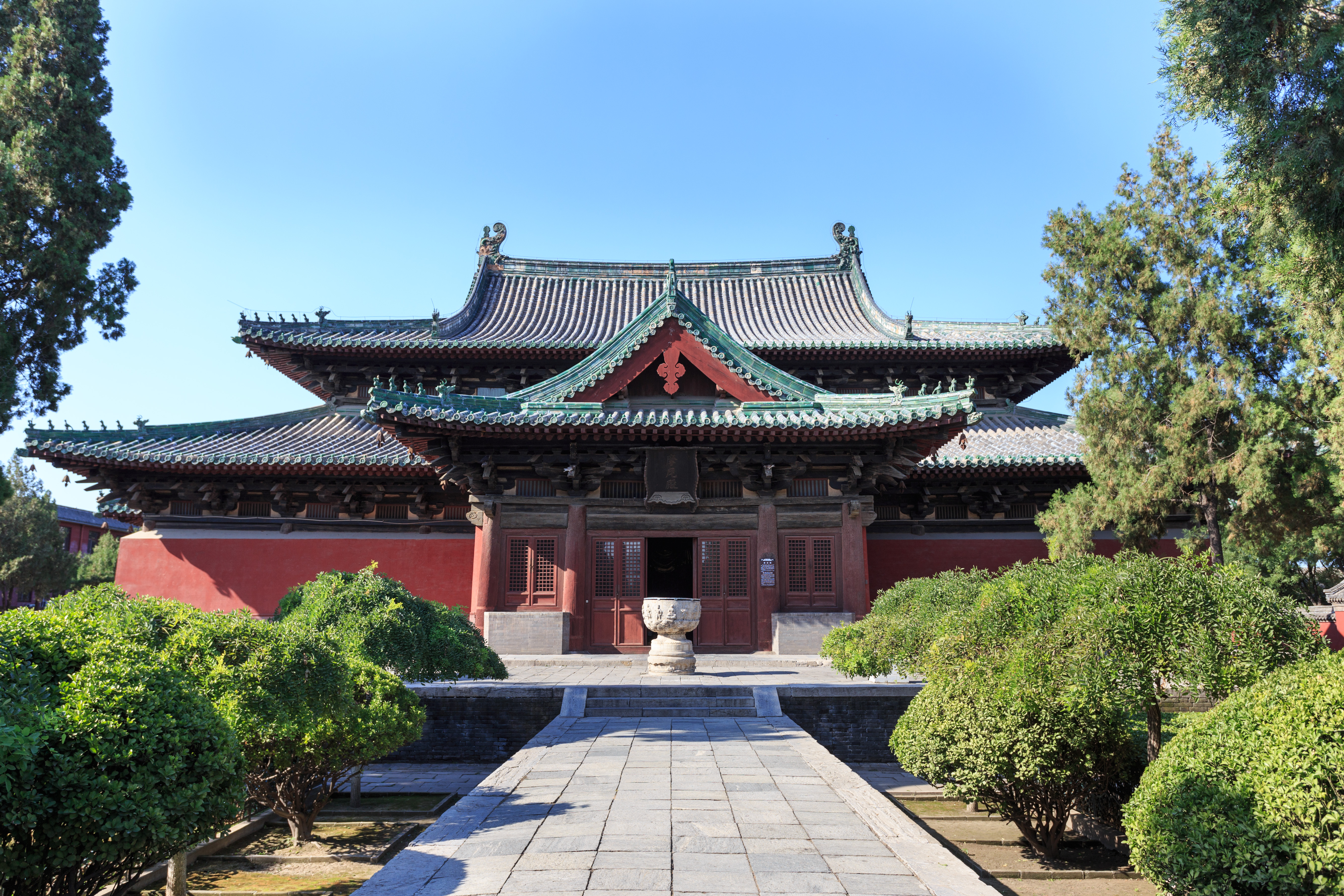
A Longxing-templom egy épülete, amely 1052-ben épült

## Az építőanyag
Az ősi kínai építési rendszer szerkezeti anyaga kizárólag a fa volt és a faanyag és a faszerkezet felhasználásával olyan szerkezeteket tudtak létrehozni, mely a fa technológiai tulajdonságainak legtökéletesebben megfelelt, miközben szerkezetben igyekeztek magának a fának elágazásait és alakját utánozni. Az épületek favázzal és faoszlopokkal készültek, a falak teherhordó szerkezetet nem képeztek és csak az egyes helyiségek elválasztásának céljára szolgáltak.
Az ókori építőmesterek fakonzerváló festést is nagymértékben alkalmaztak, melynek sokszínű dekoratív alkalmazásánál a legmerészebb szín- kombinációk találhatók. A mennyezetek és frízek rajzai végtelen variációkat mutatnak. Ragyogó hatásokat tudtak a sima tetőcserepek helyett alkalmazott zománcos cserepekkel elérni és annak ellenére, hogy az ókori kínai építész a színek használatában vakmerő volt, az összhatás mindig rendkívül harmonikus maradt.
Minden strukturális elem egyúttal dekoratív elem is és a kínai faanyagot alkalmazó építészetben dekoráció és struktúra a legtöbb esetben harmonikus egésszé olvad.
A téglát már igen régóta ismerték Kínában, de sokáig nem lett az uralkodó építőanyag, és nem használták teherhordó anyagként. A kínai épületeket gyakran felújították, nem is szándékoztak az örökkévalóság számára építkezni. Viszonylag gyorsan pusztuló anyagokat alkalmaztak és az épületeket gyakran újjáépítették. Jelenlegi formájukban a hagyományos kínai épületek általában viszonylag újak, de alaprajzukban és formájukban tradicionálisak.

## Kifejezések

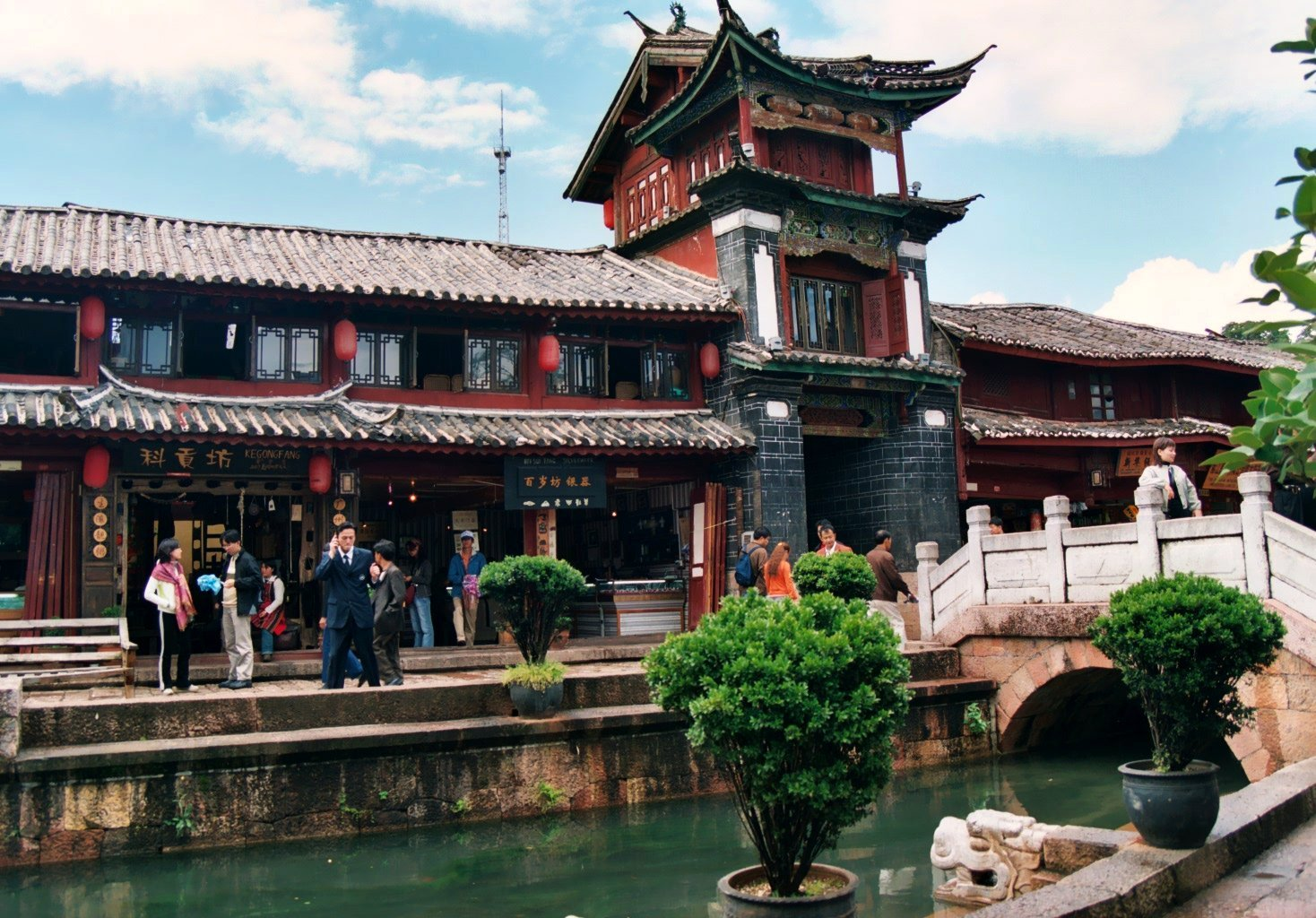
Lijiang régi épületei

A kínai építészet struktúrái:
| kínai | pinjin  | jelentés                                |
| ----- | ------- | --------------------------------------- |
| 楼    | lóu     | többszintes épület                      |
| 台    | tái     | terasz,                                 |
| 亭    | tíng    | nyitott egyszintes pavilon              |
| 阁    | gé      | kétszintes pavilon, könyvtár, kis faház |
| 塔    | tǎ      | pagoda, torony                          |
| 轩    | xuān    | tágas, nyitott épület, nappali, veranda |
| 榭    | xiè     | teraszra épült ház vagy pavilon         |
| 屋    | wū      | szobák fedett sétány alatt, ház         |
| 斗拱  | dǒugǒng | dougong                                 |

## Az épületek tetőzete

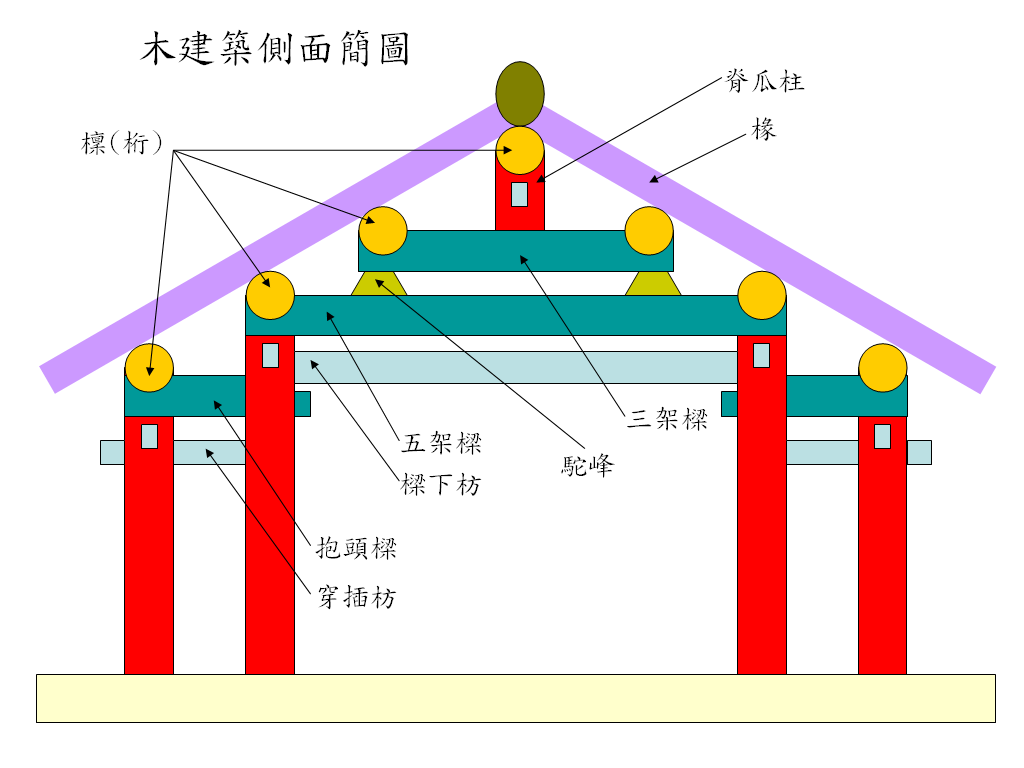
Egy tipikus Tang-kori tetőszerkezet sematikus metszete

Homorított tetők kecsesen felhajló ereszekkel, zománcos, díszített cserepek, különféle tetődíszítések, bonyolult dúcolások és tágas belső terek - ezek a kínai monumentális építkezéseknek, a templomoknak, palotáknak és pagodáknak összetéveszthetetlen jellegzetességei, amelyek évezredek alatt alakultak, és végül is egész Ázsiában hatással voltak az építőművészetre. Az Óvilág más építészeti rendszereivel ellentétben a kínai rendszer 2000 éven át megőrizte eredeti jellegzetességeit. Különféle tető- és tartószerkezetei alkalmasaknak, alkalmazhatóknak bizonyultak a legkülönfélébb környezetekben is Közép-Ázsia sztyepjeitől Dél-Kína szubtrópusi vidékeiig. A stílus ezen egysége tulajdonképpen a változatos formák gazdagságában fejeződik ki. A kínai építészettel foglalkozó egyes művészettörténészek szerint ezek a formák a Tang-dinasztia korában (i. sz. 618-907) érlelődtek ki, teljes fejlettségüket a Szung-dinasztia alatt (960-1279) érték el, majd az őket követő korokban lassanként megmerevedtek.
A homorított kínai tetőzet eredetén mind a Kelet, mind a Nyugat sok kutatója törte a fejét. Egyesek szerint ez a belső-ázsiai sátrak tetejének görbületét utánozza, mások szerint az ereszek felhajlításával több fényt engednek behatolni az alattuk levő helyiségekbe, vagy pedig a csapadék levezetésének a megkönnyítésére szolgálnak. Ezek a homorított tetőszerkezetek a korai kínai építészetben még nem jelentek meg, hanem fokozatosan alakultak ki. Jellegzetes, hogy a tető sarkait kis kerámiaállatok koronázzák. Ámbár ezeknek az állatfiguráknak elsődleges jelképes értelmük volt (a jó szerencse jelképei), vagy csupán díszítőelemek voltak, a tető gerincének illesztékeit, a fából készült csapokat is védték az esővíz eróziós hatásától.

### A dougong

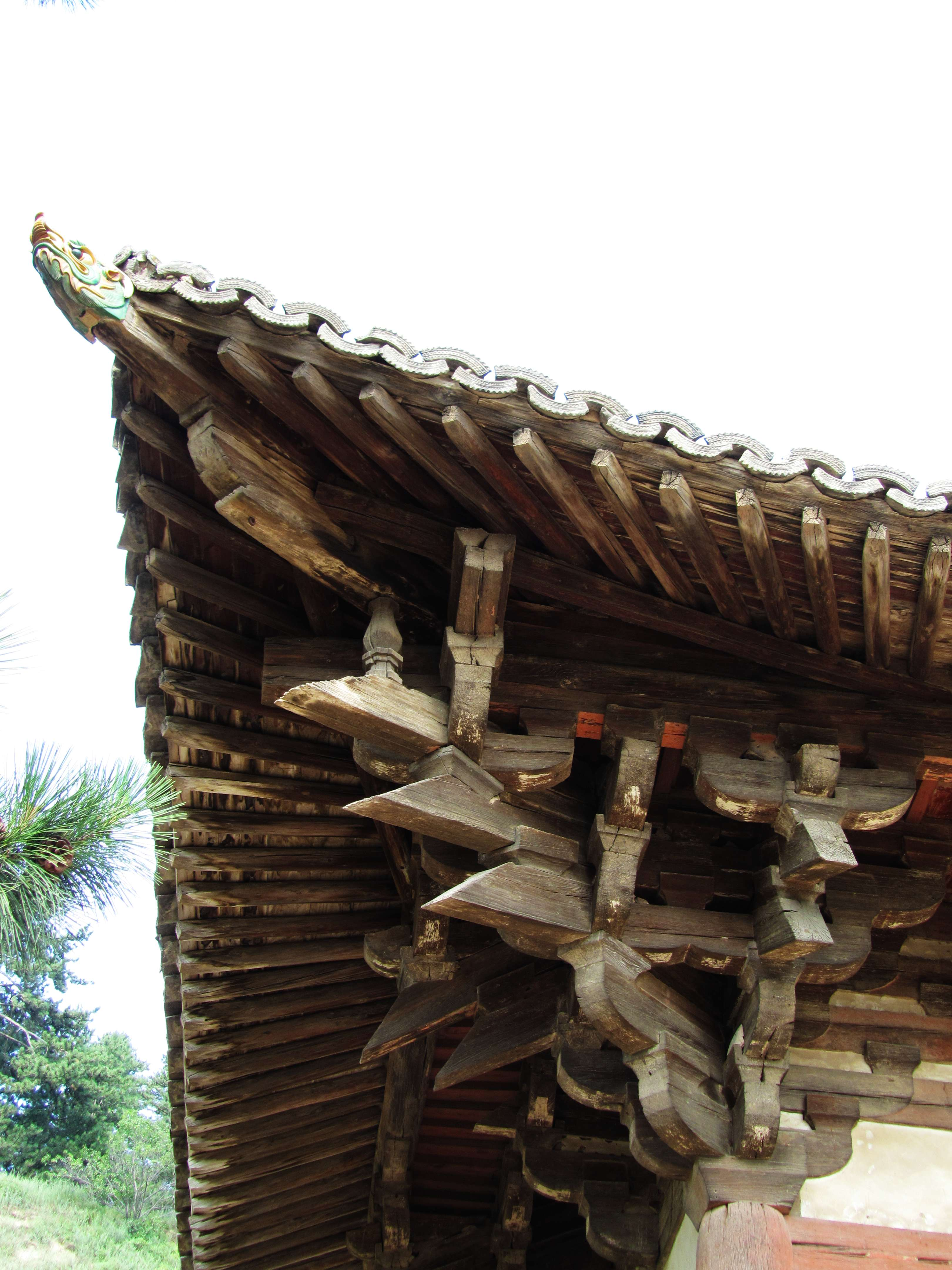
A Fo-kuang templom keleti csarnokának konzola (dougong), Vutaj-hegy, Shanxi

Az ősi Kína építményeit gerendákból ácsolták, és felfelé ívelő tetőzetük az építészet alapvetően fontos elemévé vált. A nyugati építmények szerkezeteivel ellentétben a kínai épületek tetőzetét inkább oszlopok, és nem a falak tartják. Ezt bonyolult dúcolásokkal és alátámasztásokkal érték el, amit dougong-nak  (pinjin: dǒugǒng) neveznek. A homorított tetők, az oszlopok és az aládúcolás a kínai épülettervezés lényeges jellemvonásai.
A dougong dúcolás három részből álló konzolos szerkezet: a dou (ami kocka alakú dobozt jelent) egy kis fatömb, gyakran az oszlopfők is ilyen alakot kaptak és ilyen az alapja a magas épületek tartóoszlopainak; a gong egy lapos U alakúra formált fadarab, amelyekből kettő derékszögben keresztezve egymást olyan tömböt alkot, amely négy irányban nyúlik el; az ang pedig egy hosszú, ferde konzolgerenda, amely a belső szerkezetből kiindulva az oszlopok tetejére támaszkodik, végignyúlik valamennyi dougong tartószerkezeten egészen a legkülsőkig. A dougong  funkciója az, hogy alátámassza és fenntartsa a tetőszerkezet kiugró ereszeit és egyidejűleg röviddé tegye a keresztgerendák közeit. Mechanikai szemszögből a dougong szerkezete zseniális szerkezeti megoldása a súlyos tetőzet hordásának. Különféle változatai, amelyek az idők során kialakultak, azt a fő vonást jelentik, amely megkülönbözteti a kínai építészetet minden más kor és stílus alkotásaitól.
A dout első ízben az i. e. VII. és VI. századból való kínai bronzokon örökítették meg, míg a kung első képe egy négyszögletes bronztáblán látható, amelyet egy, az i. e. V-VII. századból származó sír feltárásakor találtak meg. A dougong  a korai formájából fokozatosan fejlődött ki. Ekkor még egyszerű volt, és világos szerkezeti funkciót mutatott meg, majd egyre bonyolultabbá, kifinomultabban kidolgozott stíluselemmé fejlődött. Később a többszintes szerkezetek egymást keresztezően elhelyezett tartógerendáinál is alkalmazták. Ámbár ez a későbbi fejlődési stádium csodálatos épületek emelését tette lehetővé, a dougong  szerkezeti szerepe lassanként lehanyatlott.

## Fo-kuang templom

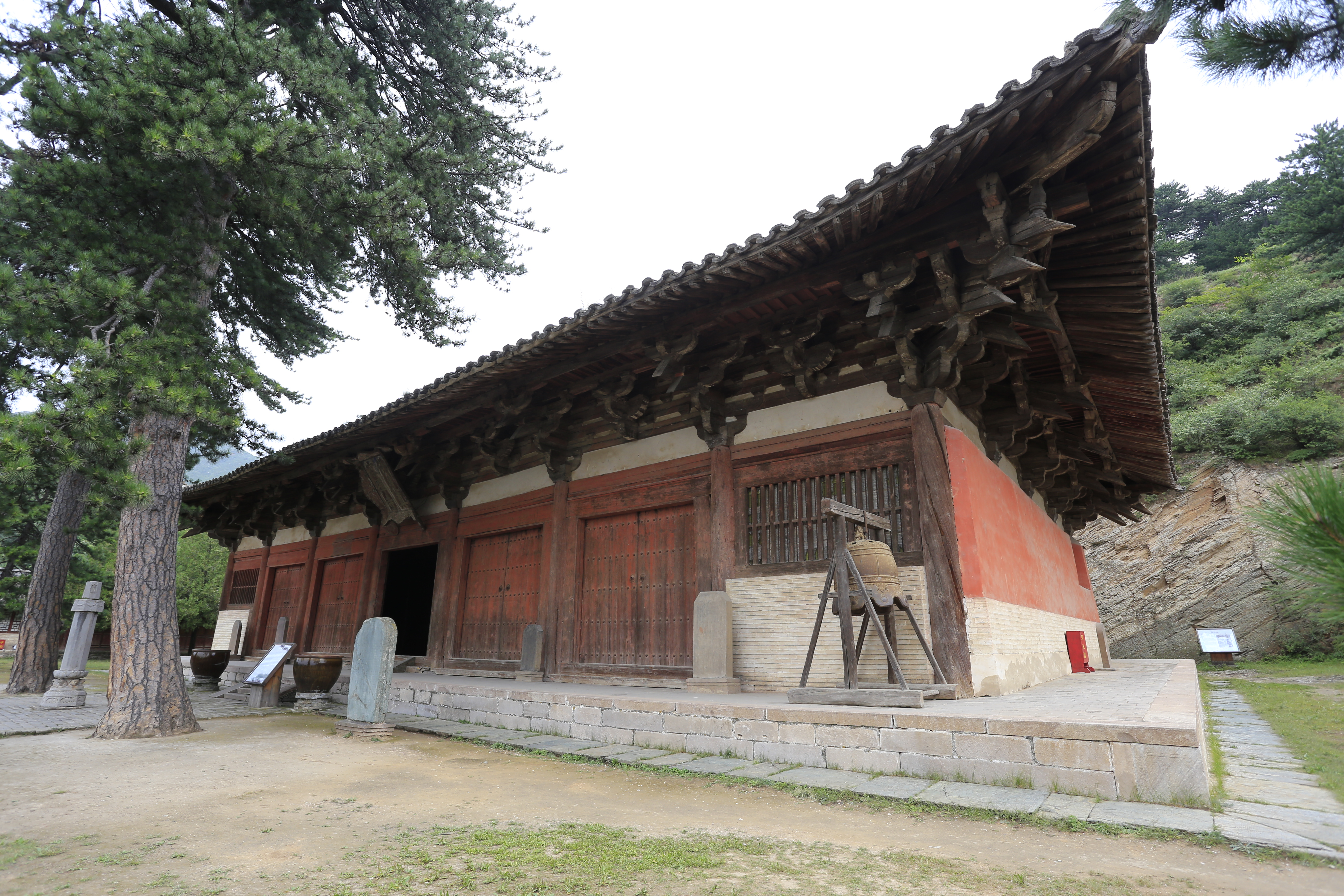
Fo-kuang templom

A kőből és téglából épült épületek évezredeken át fennmaradnak, a korábban, főként fából épült alkotások gyakran összeomlottak vagy a tűz pusztította el őket. Ezért az ezeréves vagy annál is idősebb, máig is fennmaradt néhány faépületet féltő gonddal őrzik és tartósítják. Közülük az egyik a 857-ben épült Fo-kuang templom főcsarnoka. Ez Sanhszi tartományban, a Vutaj-hegyen áll. Ámbár a Nancsan-szentély buddhista csarnoka valamivel régebben épült (782-ben), nem állja az összehasonlítást a Fo-kuang Sze templommal sem a mérete, sem a díszítményei tekintetében. A Fo Kuang Sze főcsarnokának építésekor a kínai építészek a lépcsőzetes gerendákat háromszöges keretszerkezettel kombinálták, a dougong-rendszert a gerendák és oszlopok összekötésére használták. A csarnok faszerkezetét a földön készítettek el, ami az ősi Kína faszerkezetes épületeinek hagyományos módszere volt.
A Fo-kuang templom  buddhista csarnoka a Tang-dinasztia korának jellegzetes épülete: dougong-jai erősek,
4,5 méteres ereszei rendkívüli méretűek, tetőzete enyhén emelkedik, elrendezése, alaprajza tágas. Ezenkívül a csarnokban fennmaradt sok szobor, falfestmény és felirat a középkori Kína egyik legértékesebb emlékévé teszi ezt az épületet.
A faszerkezetes épületek másik megmaradt példája a Fo Kung San pagodája, vagyis bejárati építménye. Ez Kína legrégibb fapagodája, és 67 méteres magasságával a legmagasabb, fennmaradt faépítménye. A pagodák olyan emlékművek, amelyek egy buddhista szerzetes sírját vagy egy fontos Buddha-ereklyét rejtenek magukban. Olykor magukban állnak, de gyakran egy bonyolult templomegyüttes részeként épültek. Az együttesben vannak a meditáció, a tanulás, az oktatás és lakások céljára szolgáló helyiségek, termek is.
A Fo Kung San fapagodája nyolc-szögletes szerkezetű, amely - kívülről nézve - ötszintes, de valójában kilencszintes. Két, kívülről látható szint között van egy-egy rejtett szintje. A felső szintek fokozatosan egyre kisebbek, ezáltal az épület arányos és stabilis lett. Története során hétszer rázta meg földrengés ezt a fapagodát, míg a 20. század háborúi során több mint 200 belövés érte (1921-ben). A templom mindezt a kárt és pusztulást túlélte, és ma is áll, Kína építőművészetének dicsőségére.
A modem, sokszintes, vasbeton épületek típusai közül a cső formájú szerkezetet tartják a leginkább ellenállónak, és így alkalmasnak a földrengés-veszélyes területeken, mivel ez a szerkezet eléggé rugalmas ahhoz, hogy ellenálljon a földrengéseknek anélkül, hogy összedőlne. A Fo Kung-pagoda nagyon hasonlít a korszerű cső alakú épületekhez. A két oszlopkor - egy külső és egy belső - nyolcszögű síkon elrendezetten áll, a rejtett szinteket mindkét oszlopgyűrű alátámasztja, és ezáltal merev gyűrű keletkezik. A kissé szűkülő cső alakú épület azáltal jön létre, hogy az egyik oszlopkor a másik tetejére támaszkodik. Ezenkívül a pagoda valamennyi fa alkotóelemét konzolok fogják össze, ezáltal a pagoda nemcsak merev, hanem bizonyos mértékig rugalmas is. Ténylegesen ebben a pagodában 56 különféle dougong -kombináció van, és ezzel az építéstörténészek számára valóságos dougong  könyvtárként vagy mintagyűjteményként szolgál.

## A pagodák

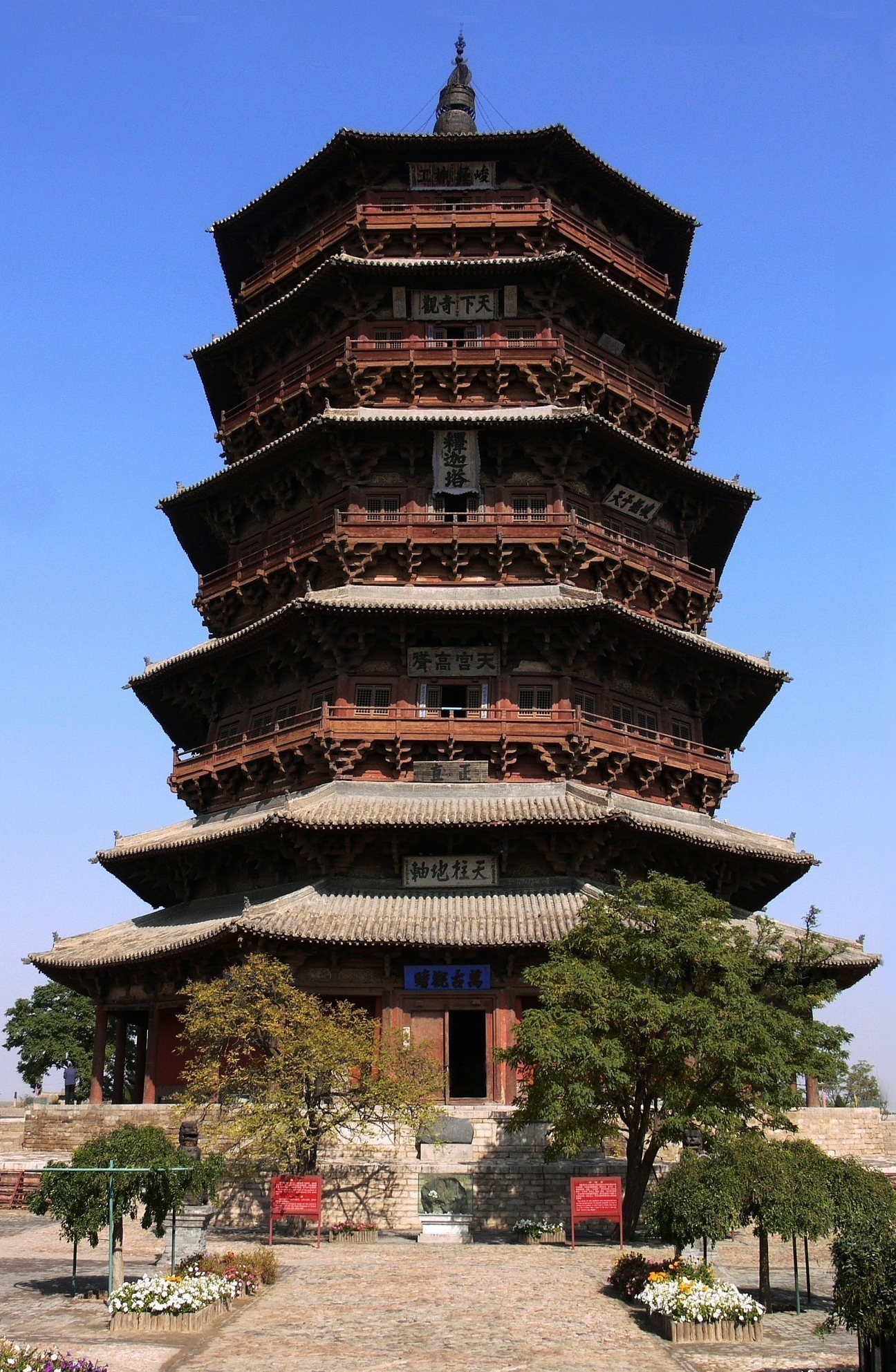
Az 1056-ban, fából épült Fogong-templom pagodája Shanxi tartományban

A buddhizmust valószínűleg az 1. században vitték be Indiából Kínába. Eleinte csak kevés zarándok szivárgott Kínából Indiába, a 4. századtól azonban a zarándoklás valóságos folyammá dagadt, sokan indultak el, hogy Buddha szent földjén tanulmányozzák a vallást, majd visszatérjenek Kínába azért, hogy e tanításokat ott terjesszék. Építőművészeti szempontból e kultúrák keveredése azt jelentette, hogy az indiai sztúpák, ezek a palack alakú sírok vagy Buddha ereklyéket őrző emlékművek kombinálódhattak a kínai építészetre jellemző toronnyal; így keletkezhettek a mindenhol látható kínai pagodák.
Kínában a pagodák magas tornyokká fejlődtek, többszörös tetővel. Buddhista kolostorok udvarán, valamint a természeti erők irányítása szempontjából fontos helyeken építették. A fengsuj szerint megvédték az általuk ellenőrzött területeket, és egyúttal tájékozódási pontként is működtek.

### Szung Jüe pagoda

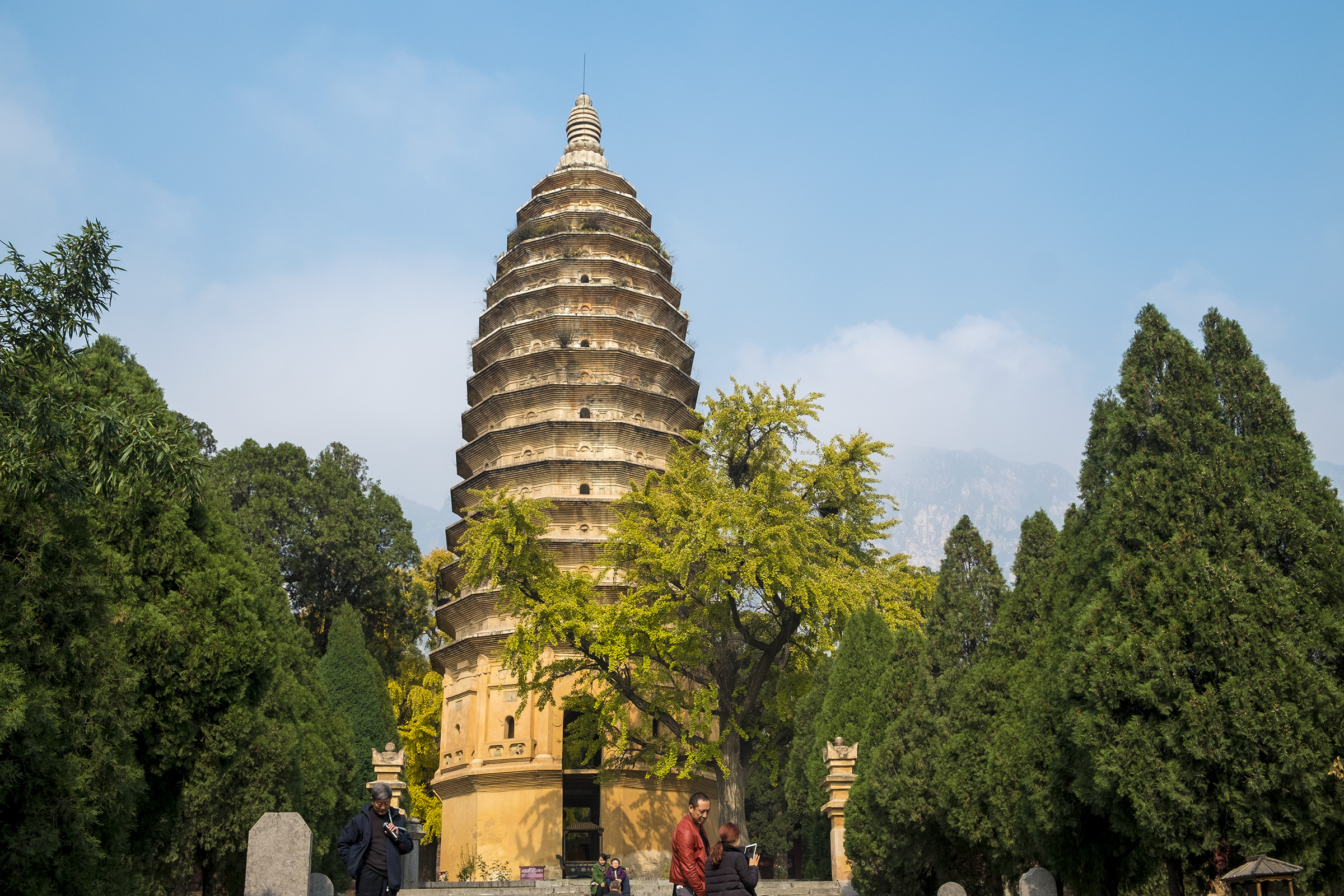
Szung Jüe pagoda

Honan tartományban a Szung Jüe, a Ta-templom pagodája 523-ban épült. Ez Kínában a legrégibb, ma is fennálló buddhista pagoda. Ezenkívül ez az ország legrégibb többszintes téglaépülete. A pagodának alacsonyak a szintjei, és nem hasonlít a többszintű fapagodákat másoló épületekre, sem a sírnak használatos egyszintű pagodákra. 41 méter magas, 12 külső oldala van, belseje viszont szabályos nyolcszög. Alapjának külső átmérője 10,7 méter, a belső átmérője pedig csaknem 5 méter. A fala majd 2,5 méter vastag.
Az évszázadok során a téglából, illetve kőből épült pagodák szerkezete 4-6 oldalúakból általában 8 oldalúakká fejlődött. Sok száz ilyen pagoda maradt fenn Kínában, de a Szung Jüe-templom pagodája , amelyet több mint 1400 éve építettek, az egyetlen 12 oldalú. Ez és a régisége teszi a kínai építészet igazi ritkaságává és világhírűvé. Egyes kutatók úgy vélik, hogy ezt a pagodát egy indiai gupta stílusban épült templom mintájára építették, zarándokok másolták le az eredetit.
Egyedülálló formájától eltekintve a Szung Jüe pagoda  szépségéről is nevezetes. Kelet-Kína Honan tartományának Szung hegységének déli lejtőjén épült, és két részre oszlik, egy alsó és egy felső részre, amelyekbe padlók vagy lépcsők lehettek beépítve. A felső rész, amely a teljes magasság kétharmada, 15 szintből áll, az egymáshoz közel elhelyezkedő ereszeket csúcsdíszítmény koronázza. A támasztó (megterhelést hordozó) téglákból készült ereszek méreteikben a magasság függvényében* csökkennek, ezáltal a pagodának parabola alakot kölcsönöznek. Az alsó rész két rétegre oszlik, és ezek képezik a pagoda alapját. Az alsó rétegnek négy kapuja van, a négy égtájnak megfelelően. A második rétegben, amely a fő szintet jelenti, négy félköríves kaput találni, ezek elhelyezkedése megfelel az alsó réteg kapuinak, és együttesen négy magas, keskeny kaput alkotnak. A fennmaradó nyolc oldalon kis, egyemeletes, négyszögletes, egy-egy ablakkal díszített pagodák domborművű képe látható. Minden kő kapuívet és ablakkeretet hálószerű lángok díszítenek, ilyen lángminta fog körbe minden buddhista istenséget. A felső szinteken kis ablaknyílások vannak.
A pagoda belsejében mélyedések vannak, valaha lépcsők és padlók lehettek beépítve. A támasztó téglasorok rétegeiből és ereszek szerkezetéből arra lehet következtetni, hogy a pagoda belsejében eredetileg 9 emelet volt, a padozatuk fából készült. Ez a pagoda már több mint 1400 esztendeje áll, és évszázadokig állni fog még az ősi Kína tégla- és kőépítő művészete technológiájának emlékeként.

## Udvarházak

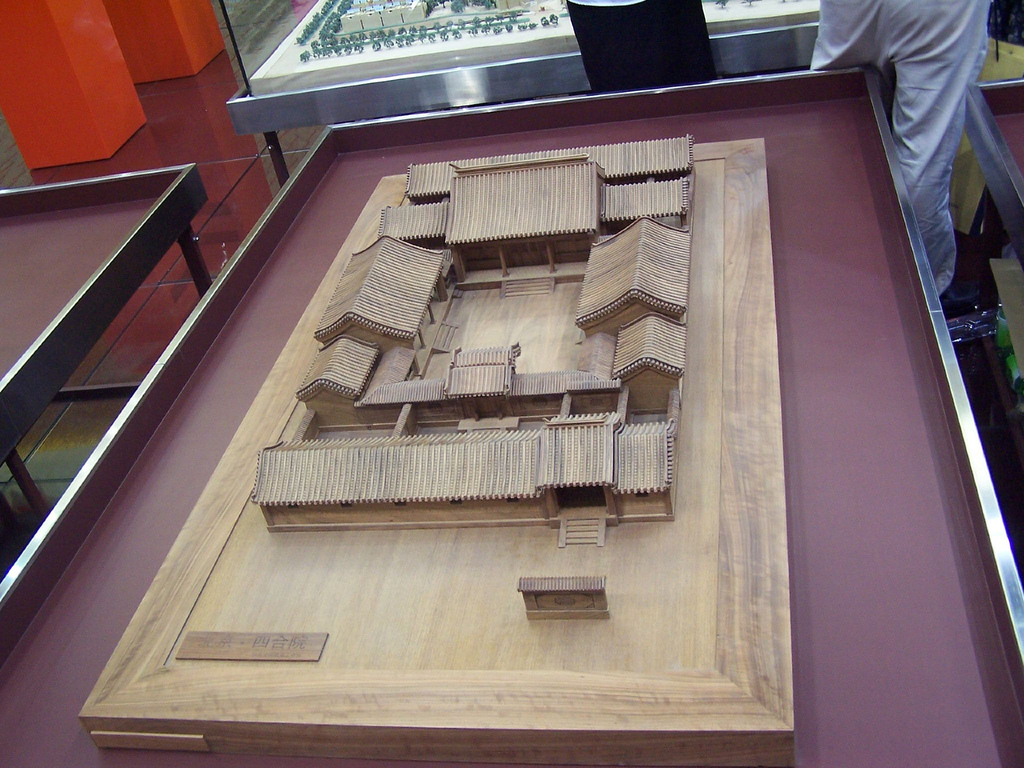
Hagyományos udvarház modellje

A kínai építészet tipikus alaprajza az udvarház: a szihejuan  (kínai: 四合院). A szihejuan szó szerint négy oldalról, épületekkel zárt udvart jelent.
Ennek az udvarháznak az ősi hagyománya továbbra is fennáll. Ebben a lakó- és melléképületek egy téglalap alakú belső udvart fognak közre, homlokzataikkal befelé. A fő lakóterek általában dél felé nyílnak. A családfő az északi végén lakott, a házas fiúk pedig az oldalakon. Az északi épület mögött gyakran volt még egy ún. "hátsó épület" – az egyetlen kétszintes épület. Az épületek nagy ablakai az udvarra néztek; az utcákra néző falakban csak kis ablakokat készítettek nagy magasságban, vagy néha egyáltalán nem voltak ablakok.
Ugyanazt a szerkezeti modellt használták mind a gazdag, mind a szegény családok, de a gazdagoknak két vagy több udvara lehetett. A középületek, templomok és paloták is ugyanazt az udvarházi megoldást követték, csak nagyobb léptékben és részletesebben.
A régmúltban minden épület az ilyen udvarház alapmintájára épült. Az épületek elrendezése kifelé mutatta a tulajdonos jólétét, aki képes volt tágabb családot eltartani.
Az 1990-es években a gyors gazdasági fejlődés hatására lerombolták a városi udvarházak zömét, hogy kezeljék a túlzsúfoltság növekvő problémáját.

## Kertek
A kínai kert a kínai építészet egyik legrangosabb része. Ezt a kertépítészetet egykor Európában is utánozták, ami hatással volt az úgynevezett angolkert kialakulására. A kínai magánkertben kis épületek, például pavilonok, de általában lakóház is található. A kertekben hidak és kanyargós utak is találhatók. A kínai tájfelfogás szerint a táj legfontosabb részei a hegyek és a víz, ezért dombok és tavak épültek a kertekben, néha még vízesések is.

## Várostervezés
Mind az udvarházak, mind a városok hasonló módon épültek észak-déli irányban. A kínai városok általában rácsos elrendezési mintát követnek, és különböző funkciójú részekkel vannak határolva, így például ugyanazon szakma gyakorlói ugyanazon a területen éltek. Régebben a városokat mindig falak vették körül, kezdetben agyaggal, később téglával és kővel rakottak. Falak nélkül még egy nagy agglomeráció is hivatalosan csak falu volt. A városfalak nagy részét már régen lebontották; a legjobban megmaradt fal valószínűleg a Ming-kori Nanking-fal, amely több mint 30 kilométer hosszú.
A különféle építészeti létesítményeket megteremtő kínaiak emellett tapasztalt várostervezők is voltak, ez az i. e. VII. századtól megmutatkozott. Várostervezési tevékenységüket szigorú törvényekre alapozták. A városaikat a „világmindenség rendje” alapján telepítették, ez azt jelentette, hogy szigorúan észak-dél tengely szerint építették. A házak homlokzata délre nézett, ez a meleg megtartása miatt volt előnyös, ezen kívül a délit a jó szerencse égtájának is tekintették. (A kínaiak egyébként öt irányt ismertek: északot, délt, keletet, nyugatot és középet, ez utóbbit ugyancsak törvényesen elfogadott iránynak tekintették.) Minden várost fallal vettek körül, és a hagyományoknak megfelelően 12 kapu nyílt a városba, ami megfelelt a hónapoknak és az állatöv csillagképeinek.
A kínai városokra jellemző, hogy a centrumban a központi kormányzat hivatalai épültek fel, vagy a császári kormányzó palotája vagy a helyi adminisztráció tagjainak hivatallakásai. A várostervezés az állam feladata volt, a kormányzat irányította a piacokat és a településeket. A városi parkok és tavak, amelyek fontos zöldövezetet alkottak, az elit számára voltak fenntartva: az északi fővárosokban a császárság elitje, a déli városokban az egyre gyorsabban szaporodó kereskedő előkelőségek számára.
Mivel Kína gazdasági központja északról a gazdag Csang-Csiang (Jangce) folyó deltavidékére vándorolt, a császárok ezt követően azzal kísérleteztek, hogy fővárosukat mind messze délre helyezzék. Rendszerint Nanking közelébe. Ez a név „déli fővárost” jelent. Olykor azonban az államfők fővárosukat visszahelyezték északra. Amitől féltek, bekövetkezett, a mongolok betörtek a birodalom északi határára, és meghódították Kínát a XIII. században. Megalapították a Jüan-dinasztiát (1279-1368), és az új dinasztia új fővárost alapított a Hopej tartományban: a mai Pekinget (ezt Marco Polo Tatu néven említi).

## Pekingi császári város

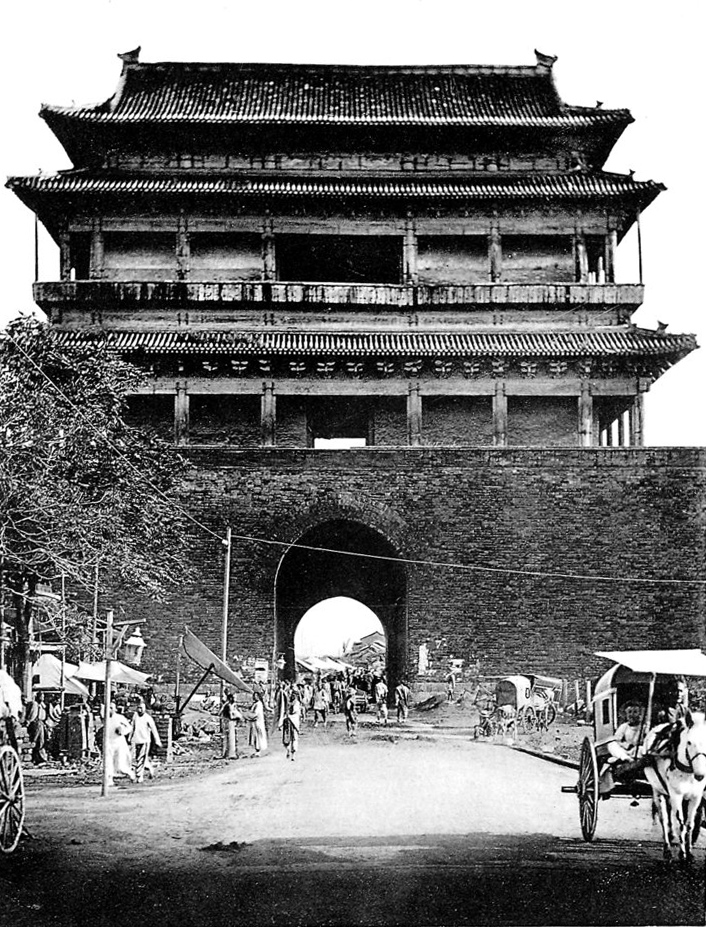
A pekingi Csongvenmen nevű városkapu a 20. század elején

Miután a mongolokat kiűzték, tervbe vették, hogy a jüanok fővárosának romjain új fővárost építenek. Az építkezés a harmadik Ming császár életében kezdődött, 1406-ban, de csak a Csing-dinasztia (1644-1919) uralmának kezdetén fejeződött be. A város területe mintegy 65 km² volt. A városterv magában foglalta a Császári Várost a város északi részén, és egy lakóvárost délen. Peking jellegzetes kínai főváros, amelynek magja a Császári Város. Ez egyben a legnagyobb fennmaradt főváros, amely a modern birodalmakat megelőző valamely birodalomból fennmaradt.
A város eredetileg szigorúan szimmetrikusan épült, egy tengely haladt rajta végig, 8 km hosszan, észak—déli irányban, és az egyenes utak és sugárutak hálózata is szimmetrikus volt. A főváros északi része három egymásba fészkelt városból állt: a Tiltott Város a Császári Városon belül volt, ez utóbbit viszont a tulajdonképpeni Peking város vette körül, amelyet magas fal övezett.
A Császári Várost folyók szelték át és tavak tarkították, amelyek körül nagy zöld területek voltak. A Ming- (1386-1644) és a Csing-dinasztia császári parkjai smaragd nyakékként vették körül a várost. A legészakibb részen három egymásba kapcsolódó tó nemcsak a vízen való szállítást, hanem a csónakázást is lehetővé tette. A kék és zöld övezetek nemcsak szépítették a környezetet, hanem nagyon kellemessé is tették Peking éghajlatát.

### Tiltott város

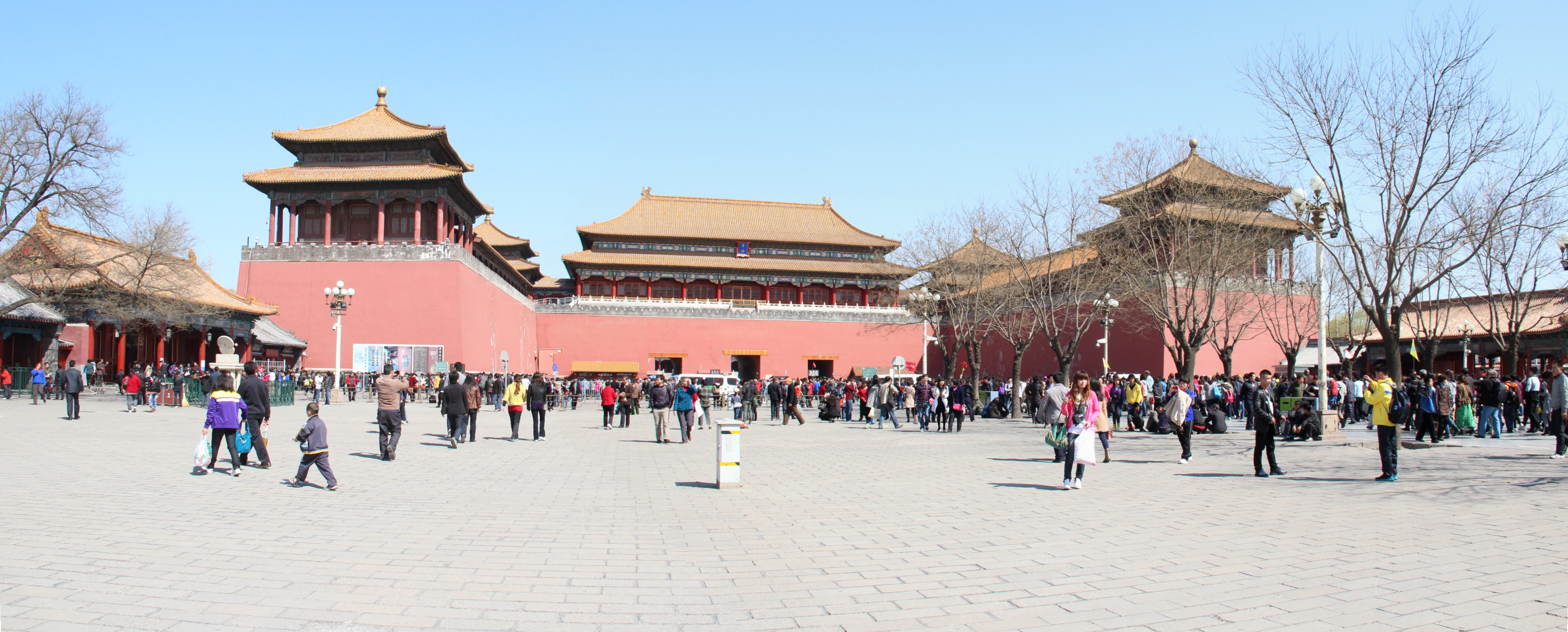
A pekingi Tiltott Város a kínai palotaépítészet kiváló példája. A terület egykor a kínai császárok rezidenciája és az ország közigazgatási központja volt. Ma palotamúzeumként szolgál.

A Tiltott Város, a legbelső mag volt a császári Kína utolsó bástyája. A három legnagyobb üdülőparktól délkeletre terült el, és a kiterjedése észak-déli irányban több mint 1000, kelet-nyugati irányban pedig 730 méter volt. Csaknem 50 méter széles vizesárok vette körül, ezenkívül 10 méter magas fal is. Ezen a területen sok épület emelkedett, különálló paloták, csarnokok. A Tiltott Város teljes területe kb. 120 hektár; a Belső és Külső Udvarában csaknem 1000 épületet találni. A Belső Udvar magában foglal három nagy kihallgatási csarnokot, amelyek közül a Legfelsőbb Összhang csarnoka a legnagyobb és a legfontosabb; valójában ez a legnagyobb, még fennálló újkort megelőző időkből való épülete Kínának. (Ez volt a tulajdonképpeni trónterem.) A Ming- és Csing- dinasztia idején a főbb hivatalos szertartások itt játszódtak le. A Belső Udvar (a belső palota) egyben császári lakhelyként szolgált. Három nagyobb palotacsoportból áll: a hátsó palotákban van a császár hivatalos lakóhelye, a központi tengelyen van az Égi Tisztaság palotája, valamint a császámő otthona, a Földi Nyugalom palotája. A központi tengelyt hat keleti és hat nyugati palota szegélyezi a hitvesek és az ágyasok számára. Mögöttük pedig hat keleti és hat nyugati palota áll, ezek a hercegek számára szolgáltak lakóhelyül.
Mivel a Tiltott Város azon a központi tengelyen fekszik, amely Peking egész városán észak-déli irányban áthaladt, meghatározta az egész várostervet. A csendes tavak és az azokat körülvevő parkok olyan kedvezővé tették a nyüzsgő nagyváros képét, hogy Peking mindmáig a várostervezés mesterművének tekinthető.

## A Nyári Palota

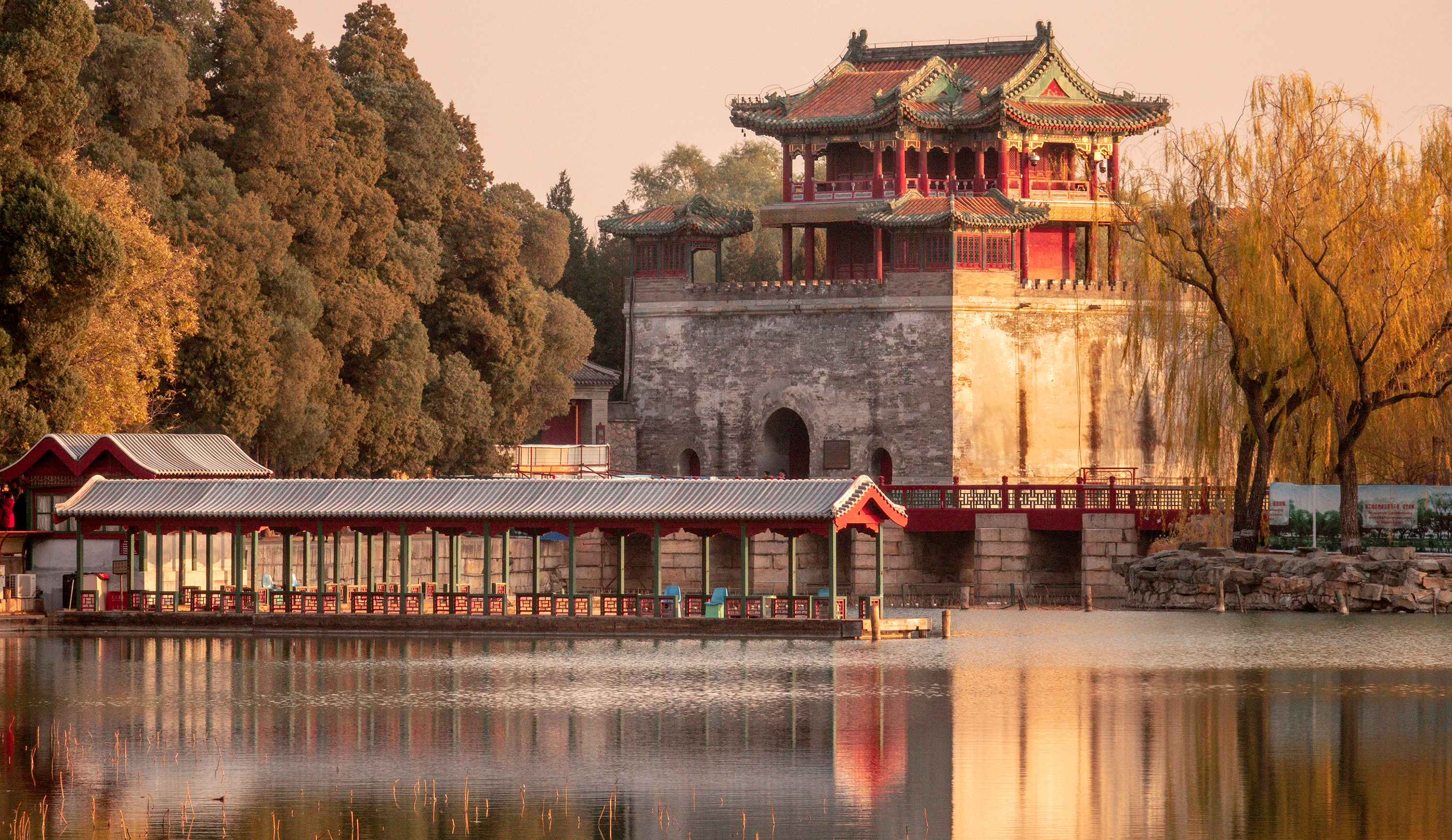
A Nyári Palota Vencsang Tornya

A Nyári Palota Peking külvárosában terül el. Északi részén van a Hosszú Élet hegye (Van Sou San), a délin pedig a Hatalmas Fényesség tava (Kun Ming hu), ez a terület a császár és környezete számára nagy vonzerőt jelentett, amikor Pekingben beköszöntött a párás nyár. A Hosszú Élet hegye két részből áll. A domb délre néző eleje a színpadok és szertartások területe. Több nagy épület és csarnok van itt, közülük a Fo Hsziang Ko, vagyis a Buddha Illata pavilon, amely tulajdonképpen templom és a Paj Jün Tien (Lépcsőzetes Felhők terme) a legjelentősebbek. A domb délnyugati lábánál a csaknem 900 méter hosszú Fedett folyosó húzódik, mint valami színes szalag, amely szerves egységbe fogja össze az épületeket. A háttérben levő domb az élénk színekkel ellentétben sötét: a díszfák révén csendes, üde és természetes. A dombtól északra tavak láncolata húzódik egy olyan tájban, ami Dél-Kínára emlékeztet.
A Kung Ming-tó víztükre is két különböző „tájegységre” oszlik. A palotához közel eső részét hidak, gátak és templomokkal ékesített kis szigetek szegélyezik. De ha már a tavon van az ember, széles kilátás nyílik a párás víztükörre. A hátsó tó éles ellentéte az elülsőnek; kanyargóssága azt a benyomást kelti, hogy a víz mély és nagy kiterjedésű, a vadabb növényzet a mesterkéletlen természetet mutatja. A hátsó tavon csónakázva még ma is úgy tűnik: a természet meseországába kerültünk.

## Ancsi-híd

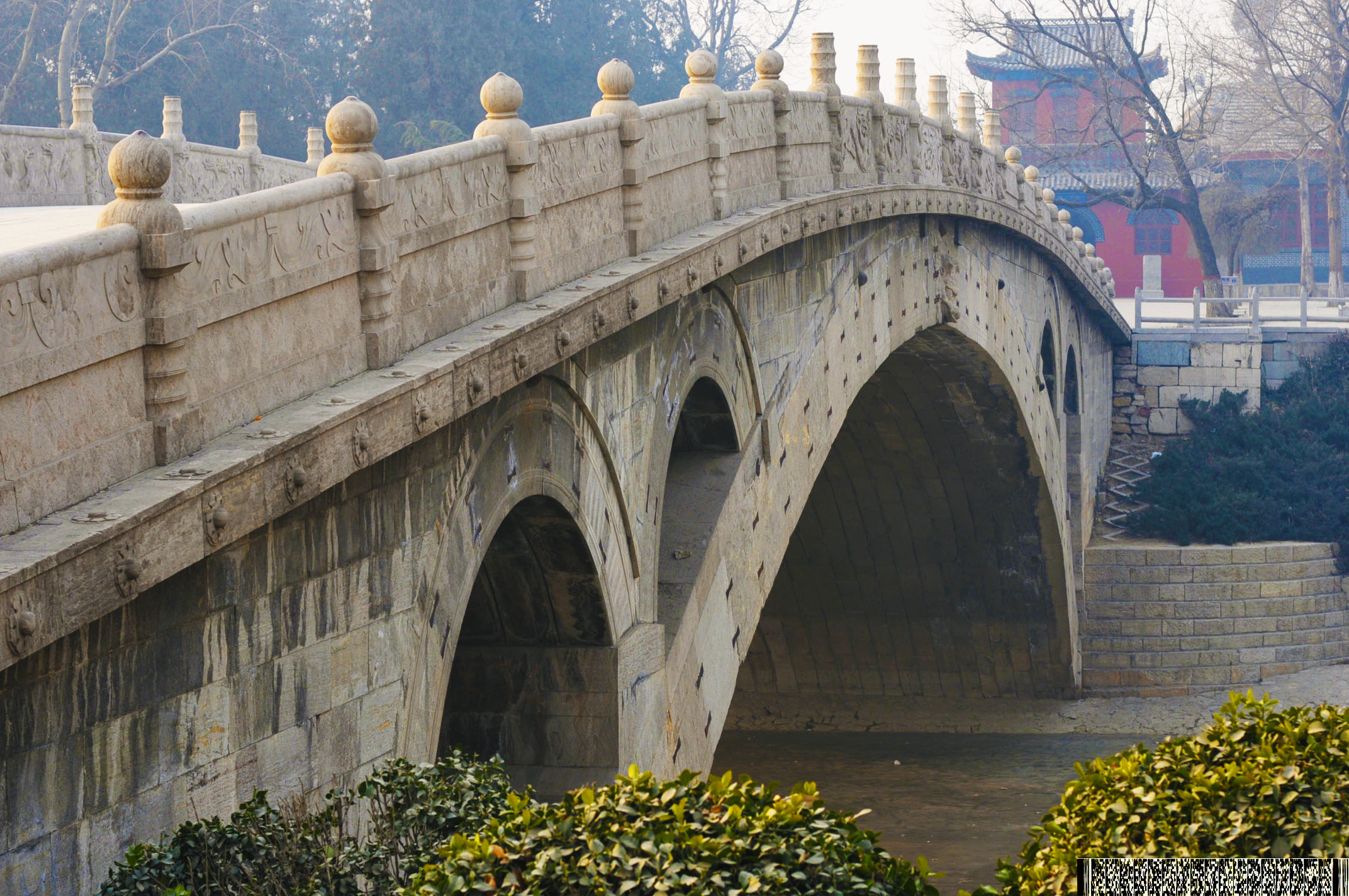
Ancsi-híd

Egy másik, egészen más típusú építkezést képvisel a világhírű, 1300 éves Ancsi-híd , amely a Csiao-folyót íveli át Hopej tartományban, Pekingtől 300 kilométerre délre. A helyi lakosság Nagy-kőhídnak hívja a 605-617 között épült hidat, amelynek a fesztávolsága majd 40 méter, a magassága pedig 7 méter. A híd két végén két átviteles szerkezetű ív van. (A takaréküreges ív hídmező ráfalazás, olyan boltívszerű építészeti elem, amely a híd íve és a pályája által kialakult teret fogja közre; közelítőleg háromszög alakú.) Az Ancsi-híd kecses, karcsú és könnyű, akárcsak a felhők mögül előcsillanó keskeny holdsarló vagy az eső után feltűnő szivárvány. A hidat a Szuj-dinasztia korának híres építőmestere, Li Csun tervezte (581-618), akit ezért a„takaréküreges ívhíd atyjának” nevezték el.
Az Ancsi-híd középső nyitott ívét úgy alakították ki, hogy két oldalról 28 darab 25–40 cm széles ívszelvényt szorítottak össze. Az egyszelvényes boltozott kőhidakkal ellentétben a szelvényekből álló ívhíd nem feltétlenül omlik össze, ha valamelyik szelvénye megsérül. De ezeknek a szerkezeteknek is van egysebezhető pontjuk: a hosszú, de keskeny ívszegmentumok között gyenge az összeköttetés, a kapcsolat. Ennek a hátránynak leküzdése céljából a tervező vas kötőelemeket és összehúzó vasakat alkalmazott azért, hogy az íveket együtt tartsa. Ezen kívül a hidat a közepe felé egy kissé el is keskenyítette, úgyhogy az ív két- oldala egy kissé a közép felé hajlik.
Ilyen típusú hidat Európában első ízben a franciaországi Montaubanban a 14. században építettek, vagyis 700 évvel a Nagy-kőhíd után. A takaréküreges híd csak a 19. században terjedt el szélesebb körben a világon, így a kínaiak azt mondják, hogy a Nagy-kőhíd egyidejűleg öreg is, meg fiatal is.

## Modern építészet

Sanghaj Putung városrésze

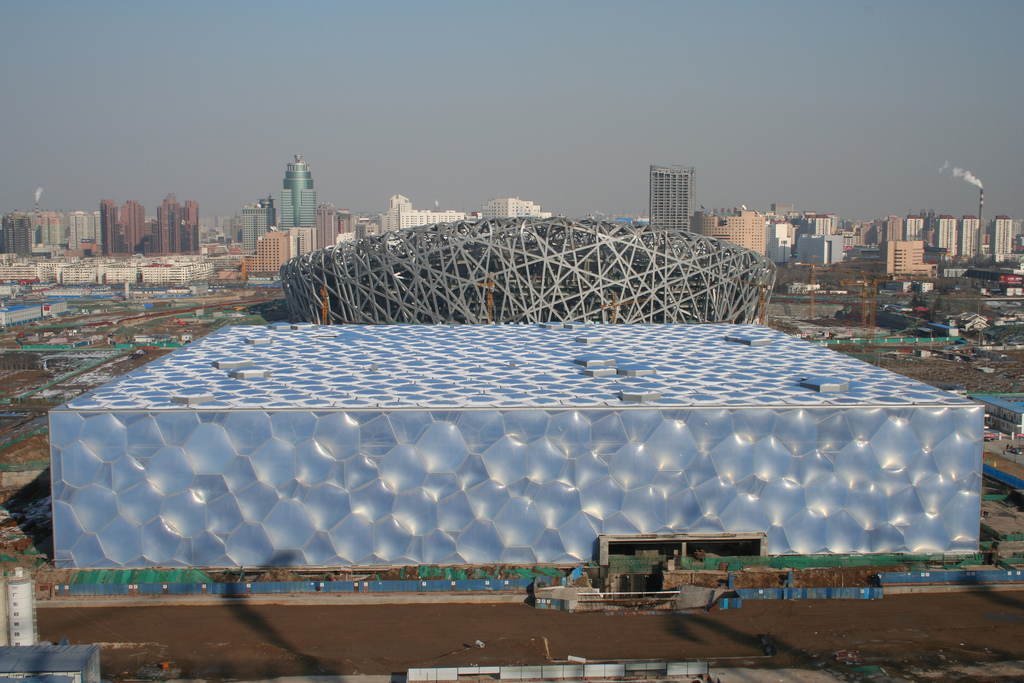
A pekingi Nemzeti Vízi Központ és a Nemzeti Stadion

A kínai modern építészet formáját, anyaghasználatát, művészetét és építési módszereit tekintve eltér a hagyományos kínai építészettől. A modern építészet nagyjából felosztható új hagyományos építészetre, eklektikus építészetre és világépítészetre.
Az új hagyományos épületek öröklik a hagyományos építési szabályokat, módszereket stb., de az anyagok, az építési rendszerek megfelelnek a modern építési módszereknek és eljárásoknak.
A 19. században a kínaiak megismerték az európai építészetet, amikor az európaiak az akkori stílusoknak megfelelően európai épületeket építettek a gyarmati területeken. A kínai építésztanulók a nyugati országokba látogattak. Ennek eredményeképpen a köztársaság idején (1912–1949) a kínaiak elkezdték ötvözni a nyugati építési technológiát a kínai elemekkel, különösen az állami építészetben.
A Népköztársaság idején (1949– ) a szovjet modell vált fontossá vált az ország építészetében, amit a középületek és hatalmas szállodák is bizonyítanak.
Az elmúlt évtizedekben sok nyugati stílusú üzleti palota és szálloda épült Kínában, amelyek technológiailag a nyugati szinttel versenyeznek.
A 21. században annyi modern építési projektet hajtottak végre Kínában, hogy az országot a külföldi építészek játszóterének is nevezték. Hszi Csin-ping elnök 2015 elején foglalkozott a helyzettel, mondván, hogy Kínának már nincs szüksége "furcsa architektúrára". Valójában az ország új szabályokat dolgozhat ki az elfogadható építészetre vonatkozóan, amelyek kiemelhetik a nemzeti hagyományokat.

## Galéria

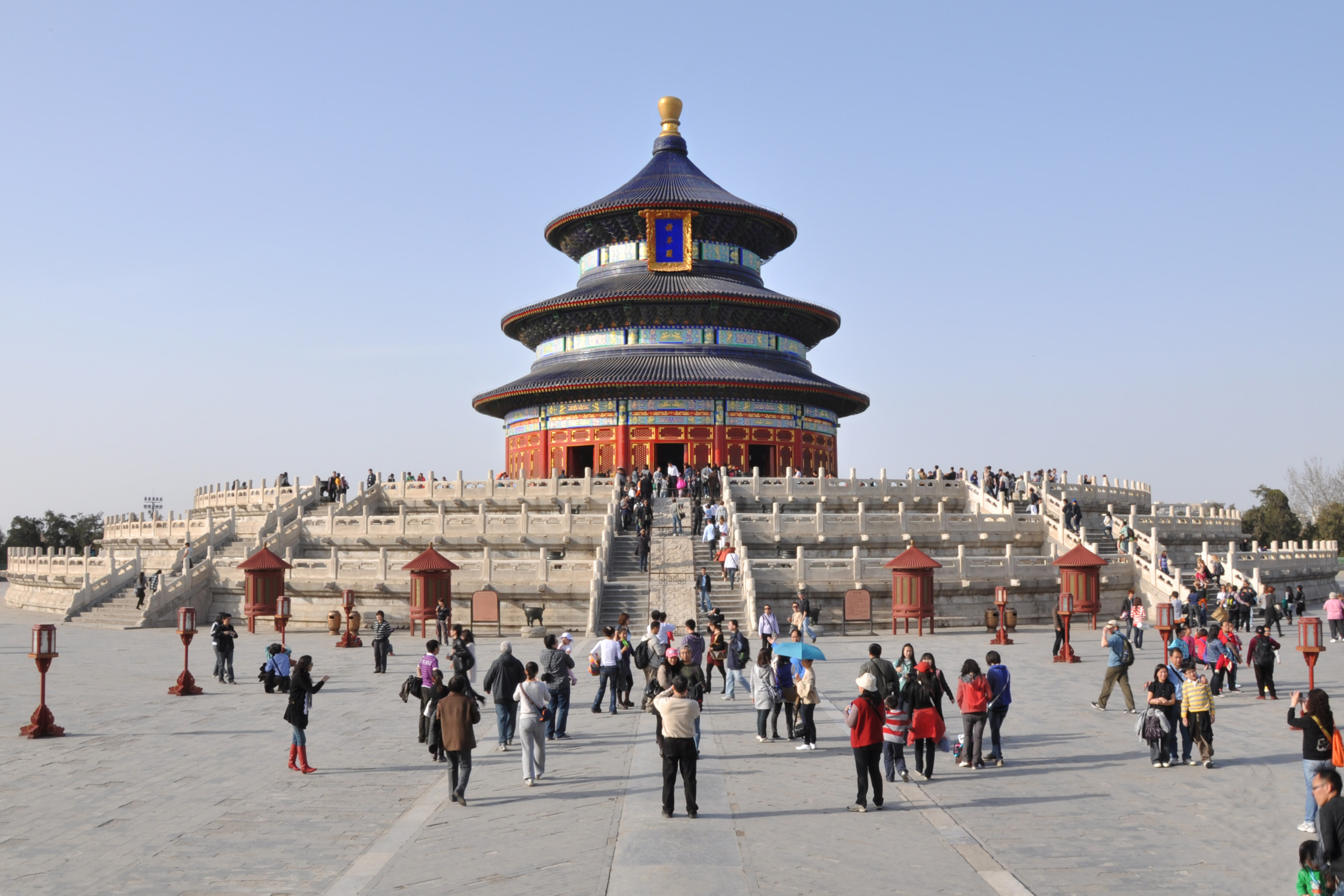
Ég temploma
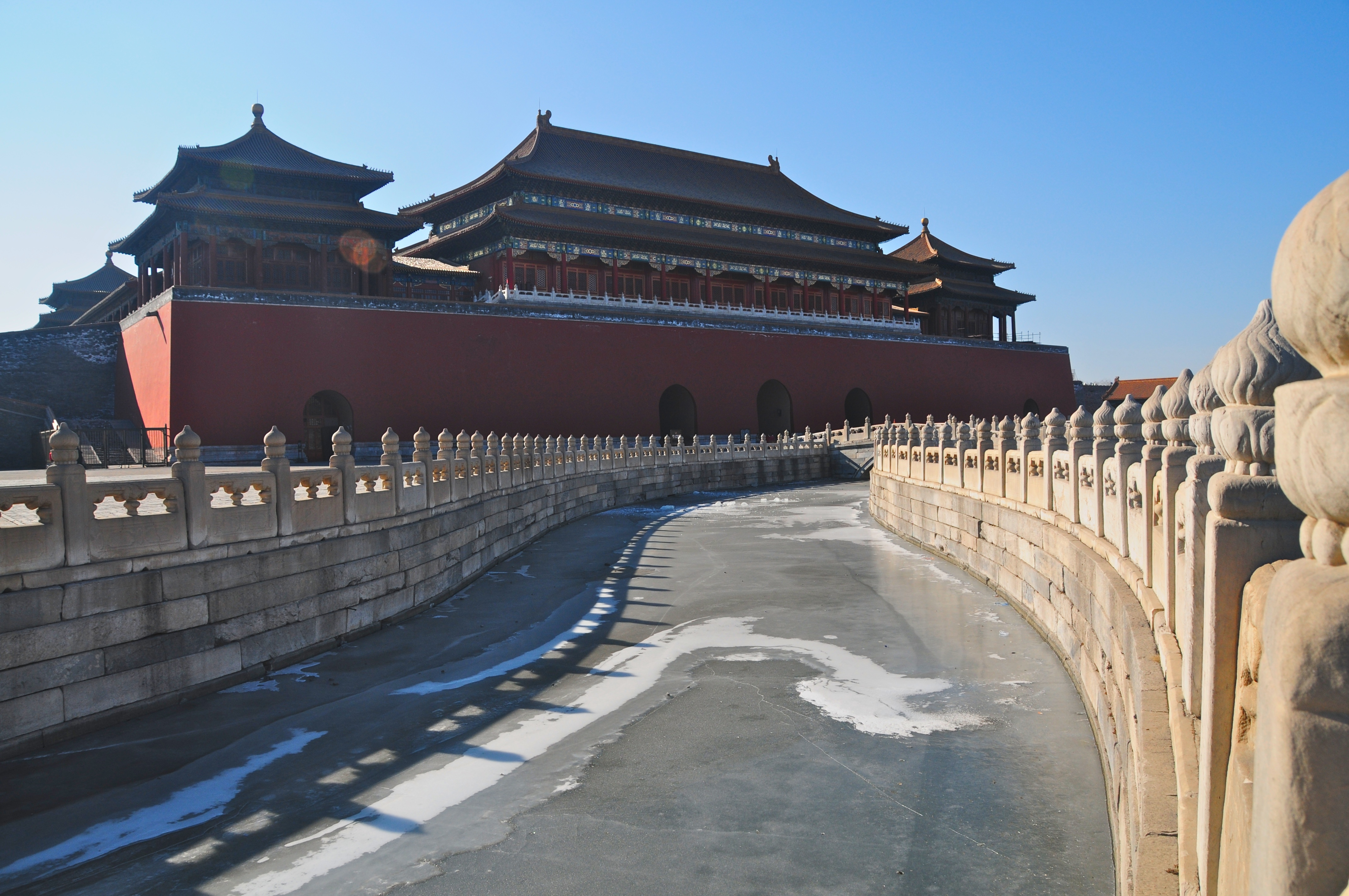
Tiltott város
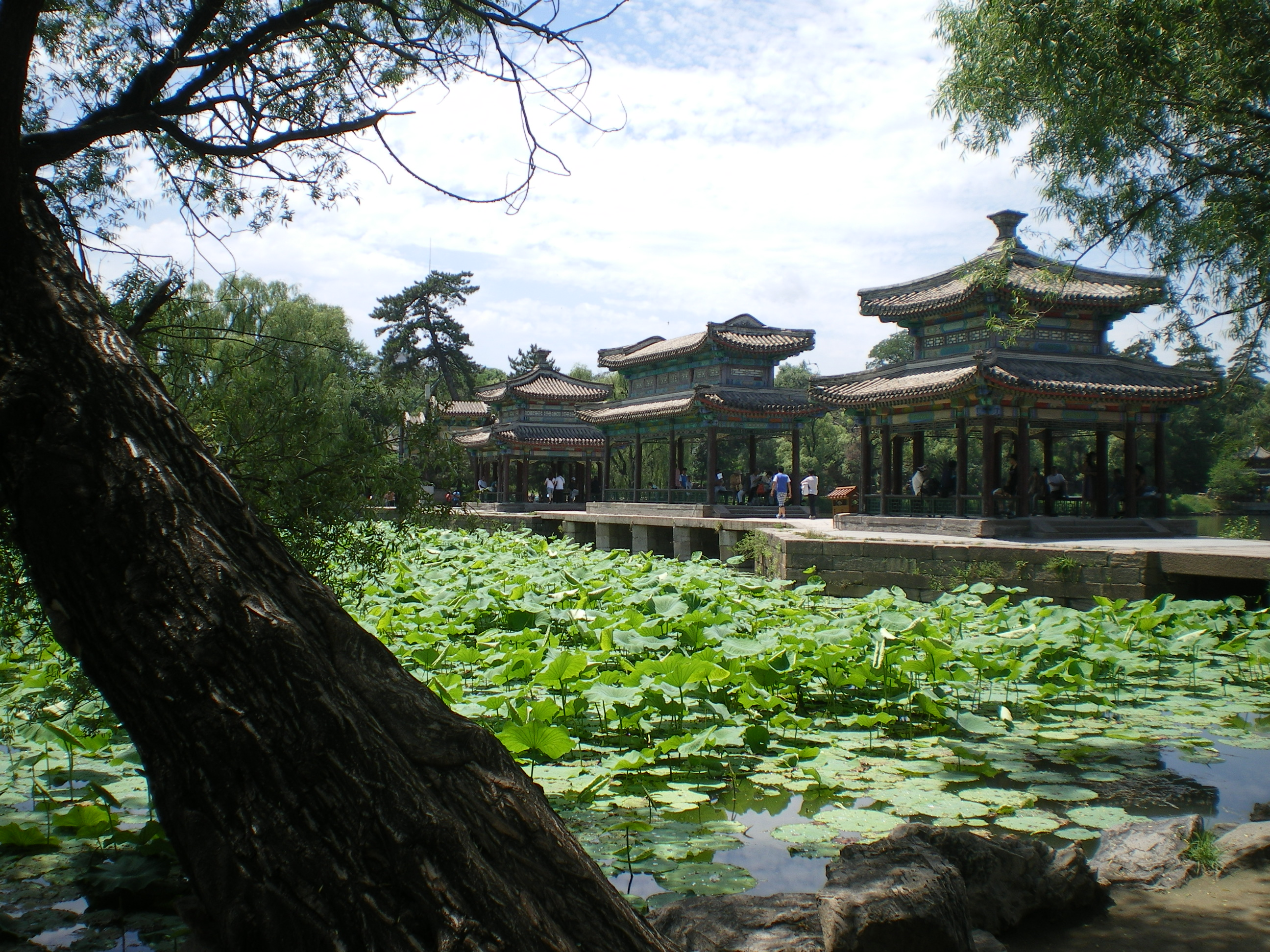
Csengtöi nyári rezidencia
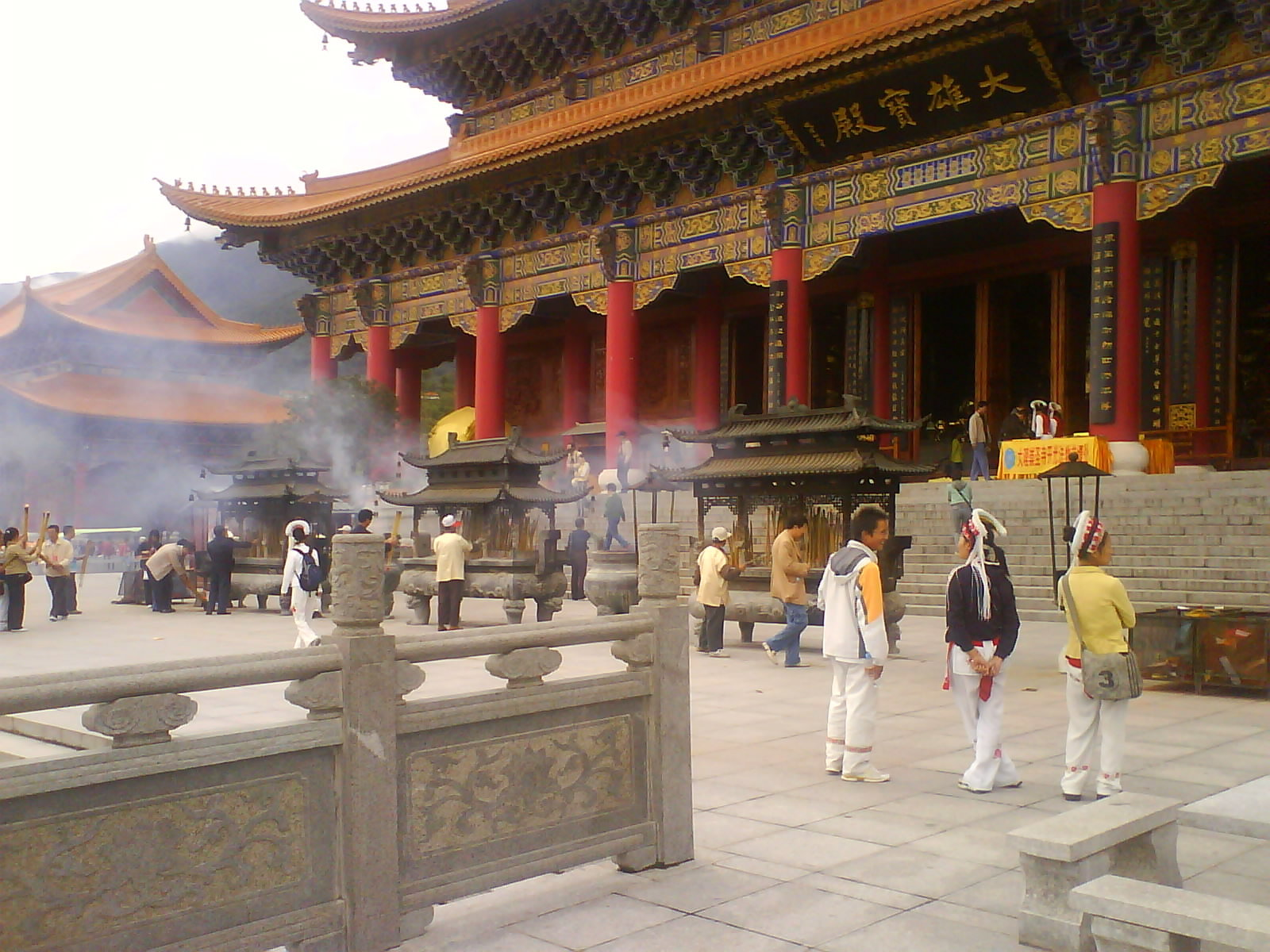
Az Isteni Csodálat temploma, Dali
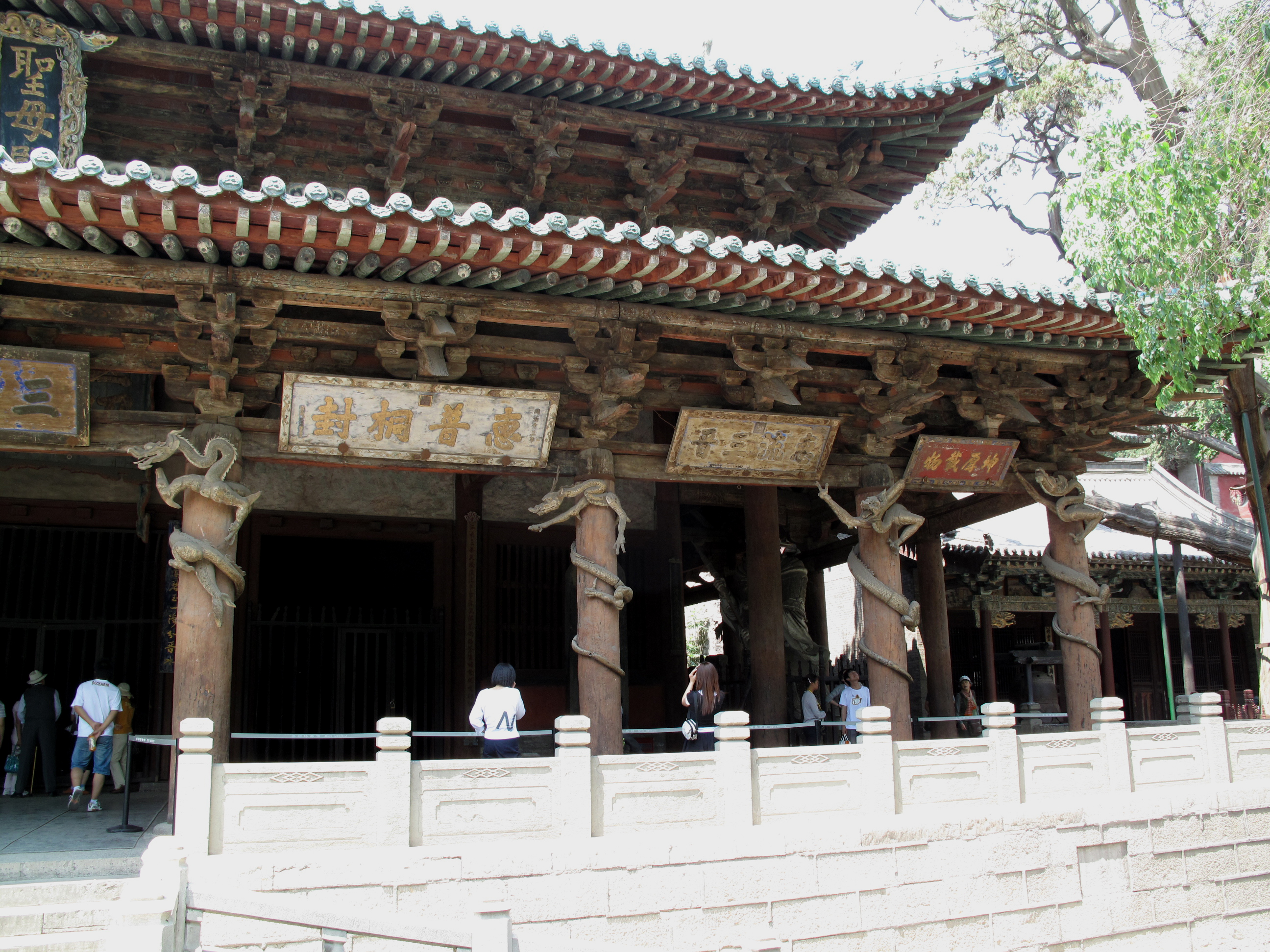
Dekoráció egy templom épületén
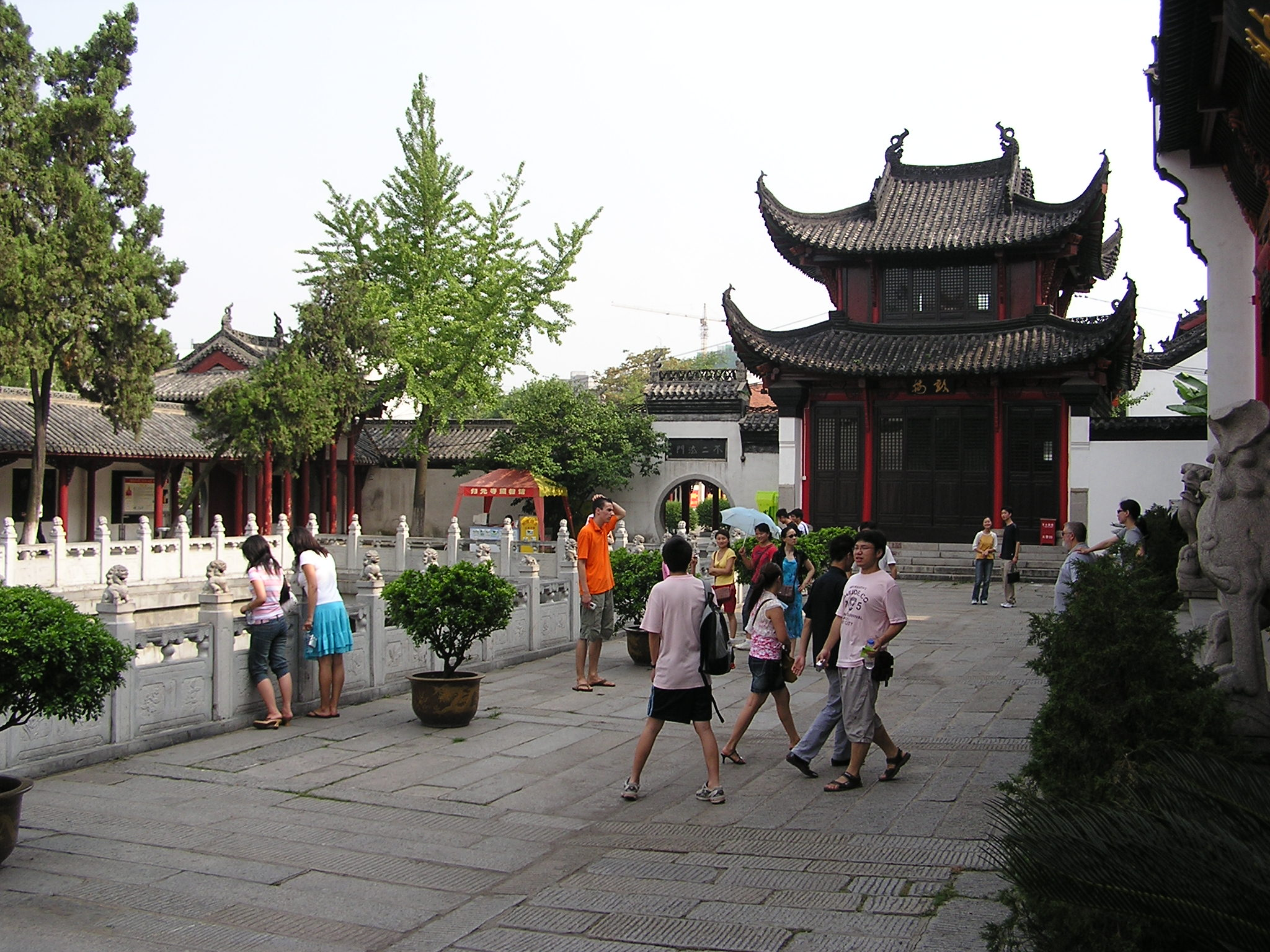
Vuhan egy ősi temploma
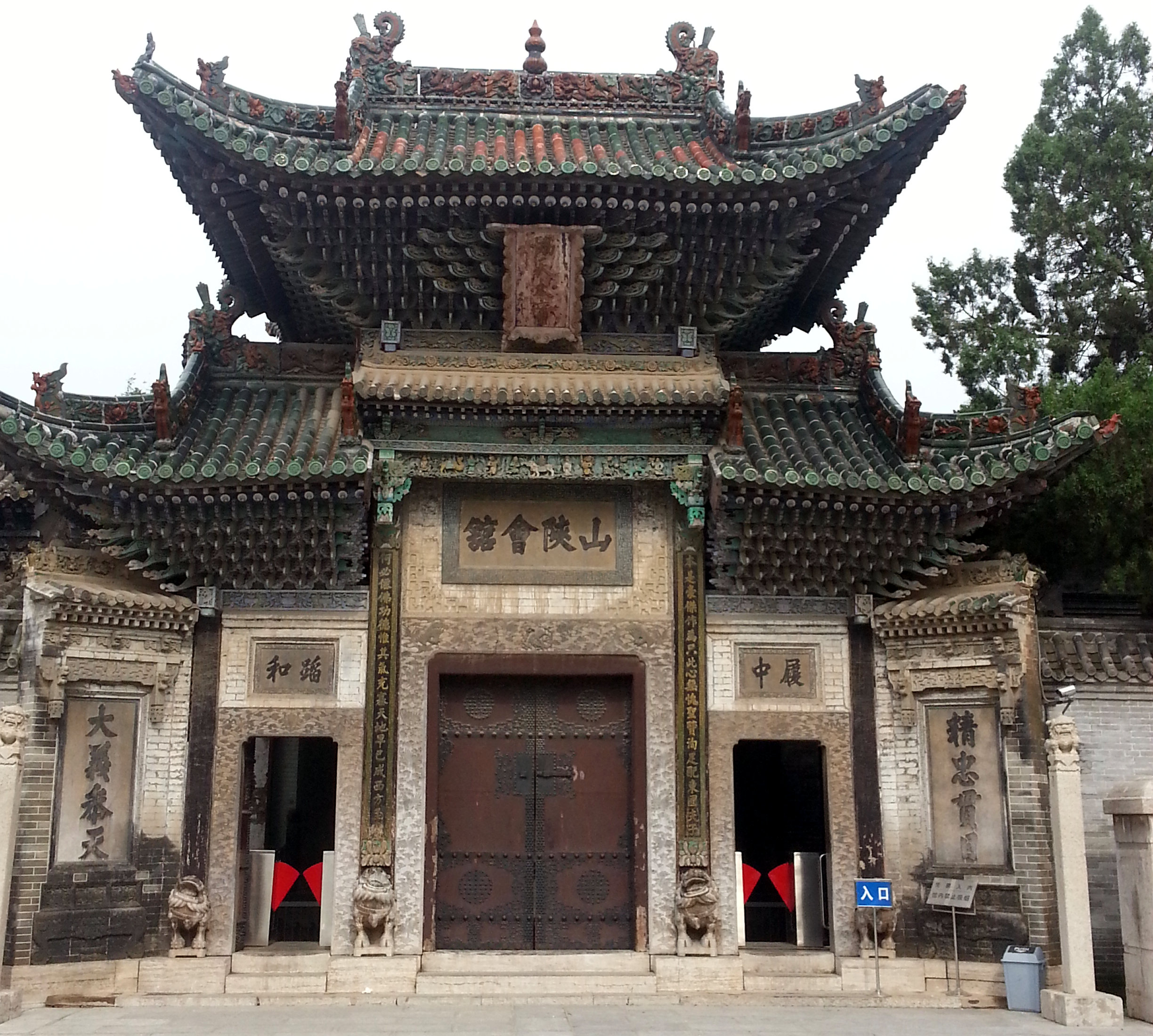
Liaocseng Shanshan régi városházája
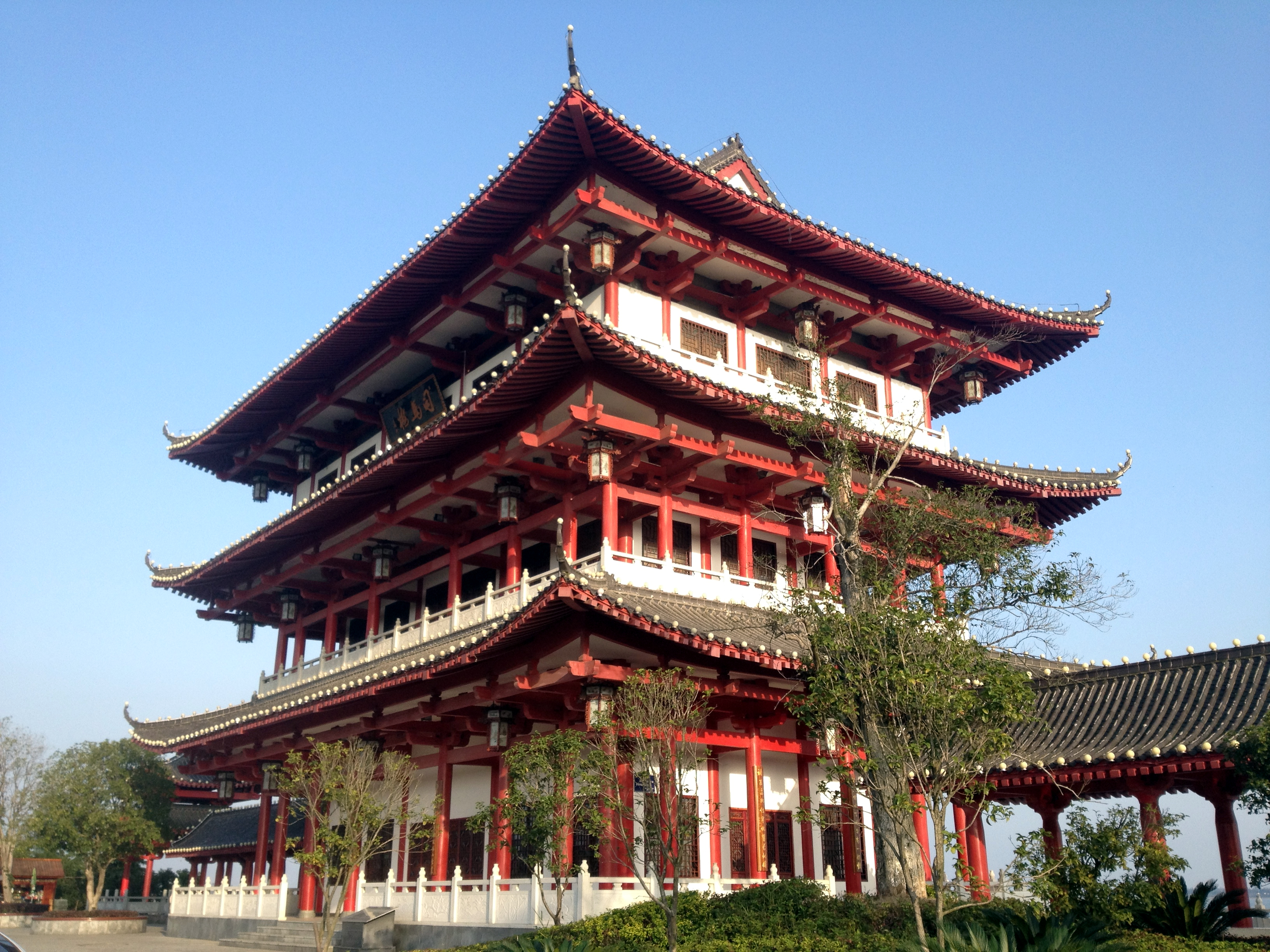
Simalou, Csangde, Hunan
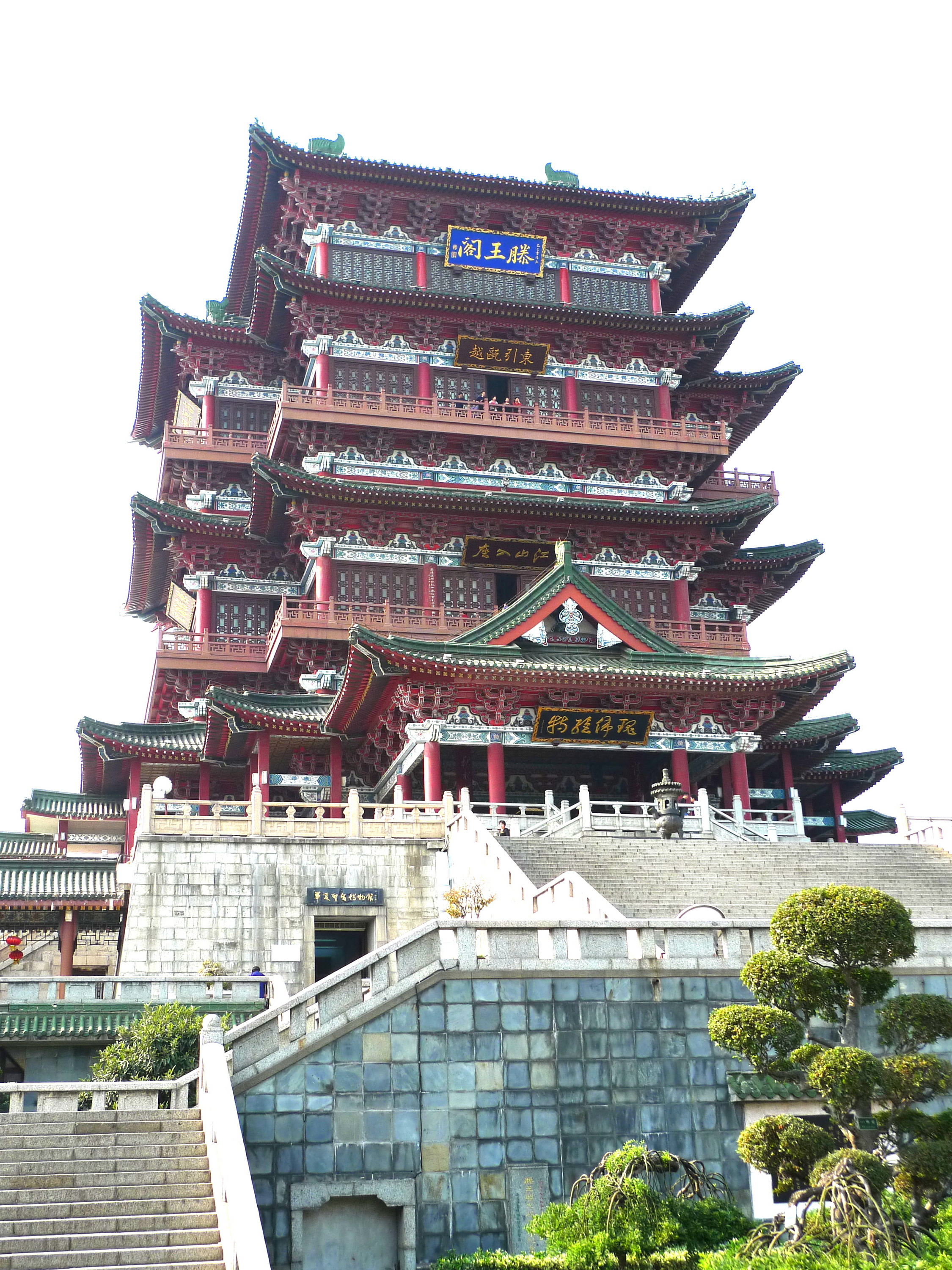
Tengwang pavilon, Nancsang
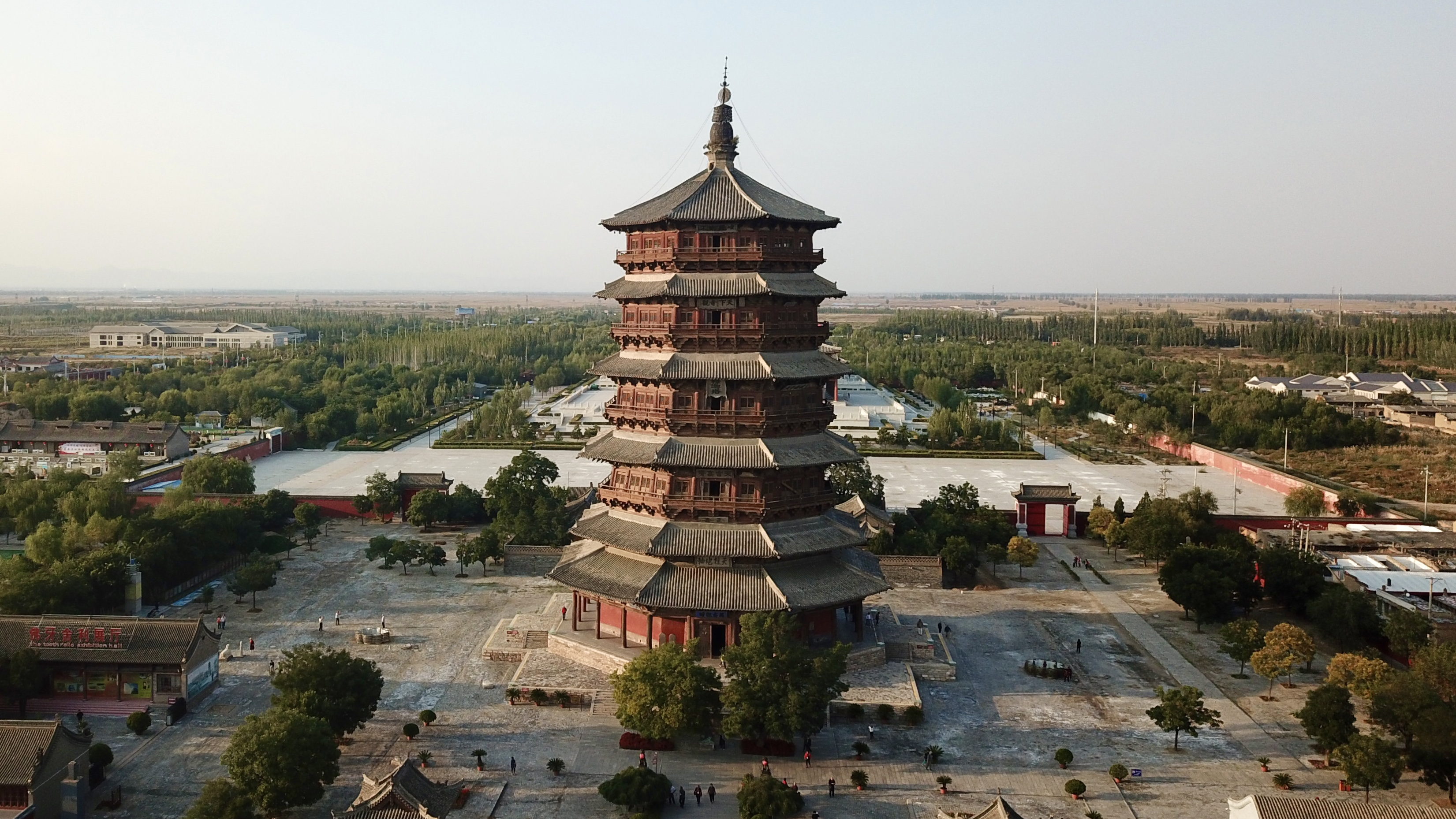
A Fogong-templom Sákjamuni pagodája
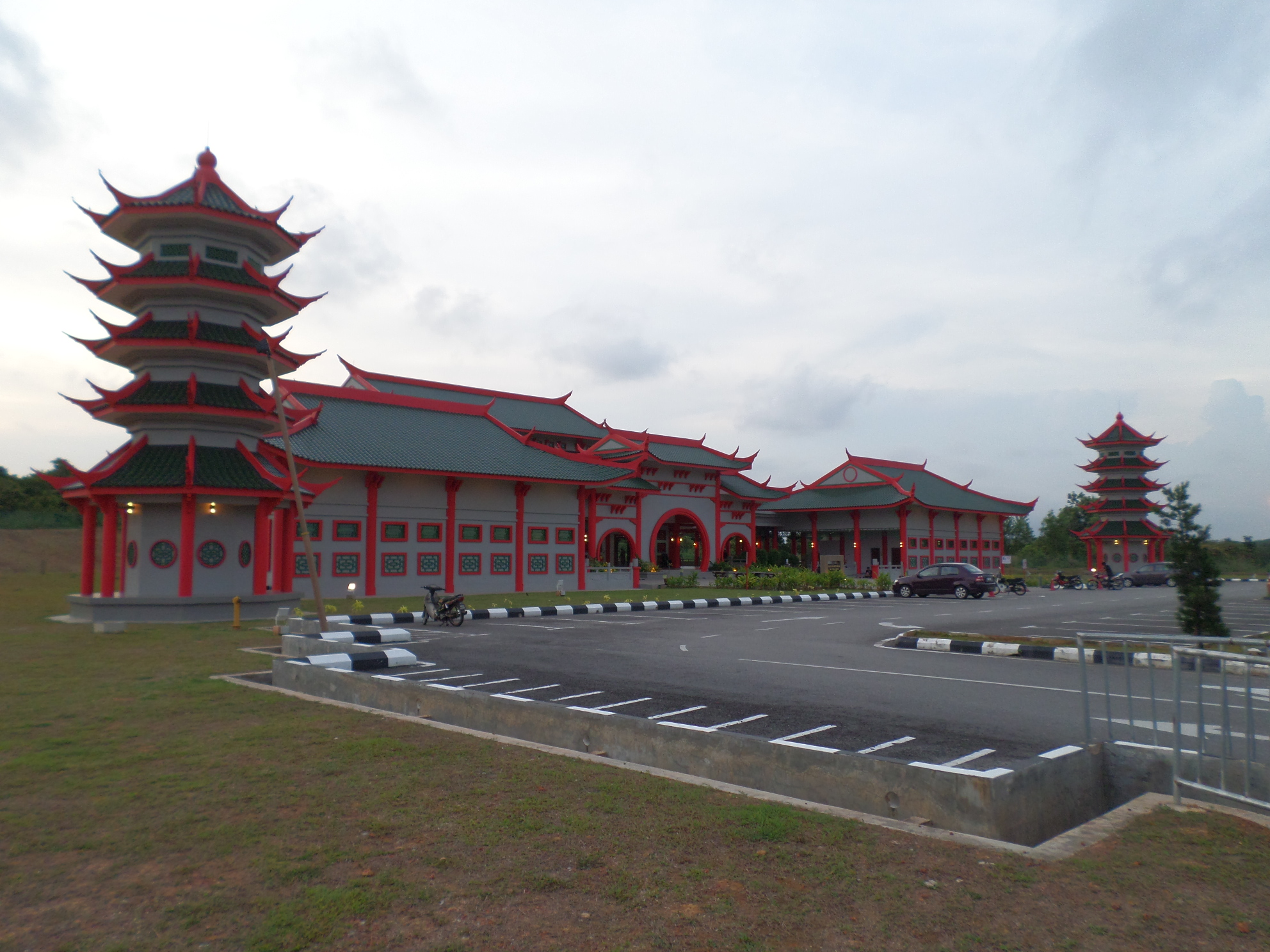
Kínai mecset, Melaka, Malajzia
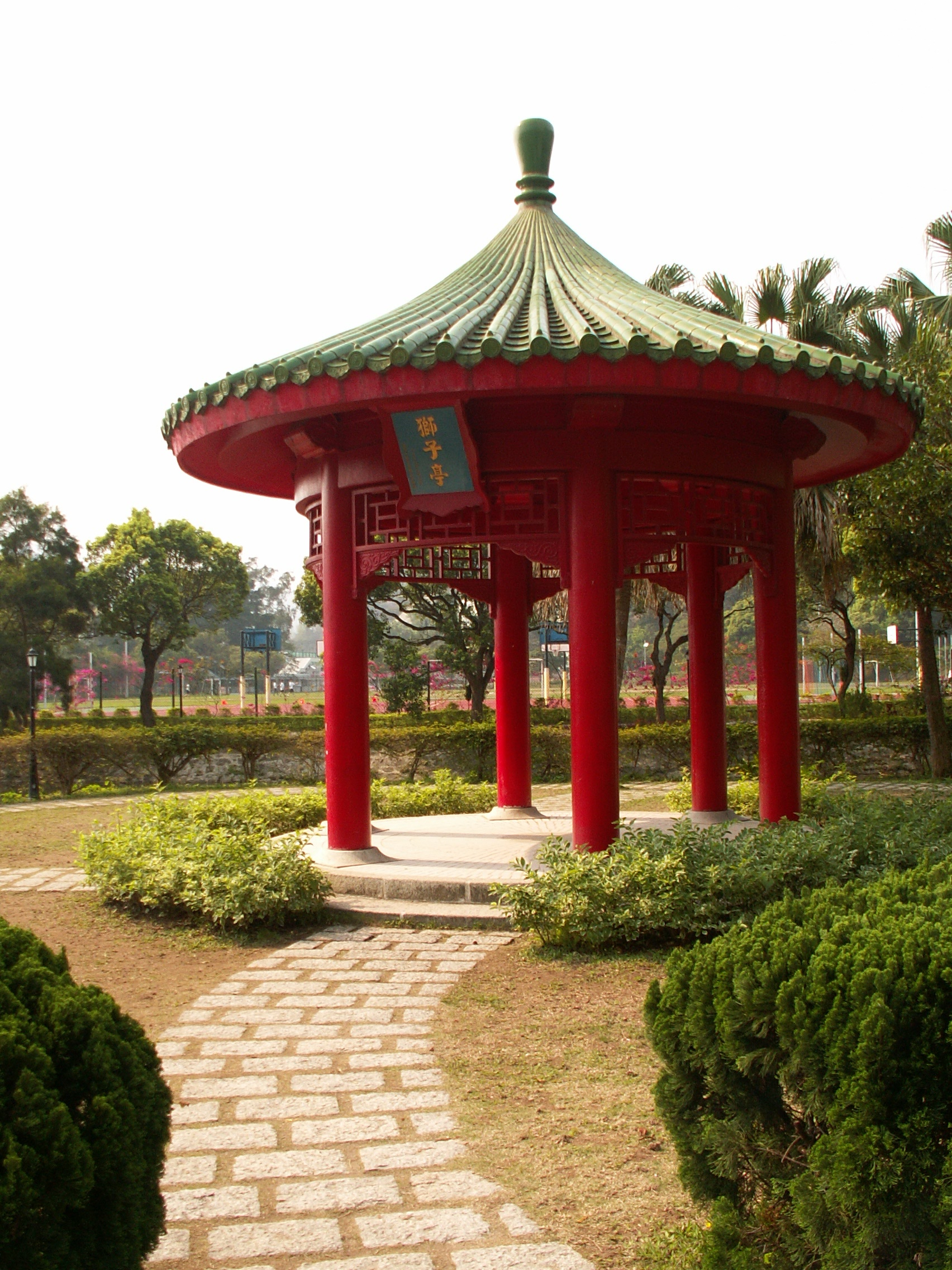
Pavilon egy hongkongi egyetem területén
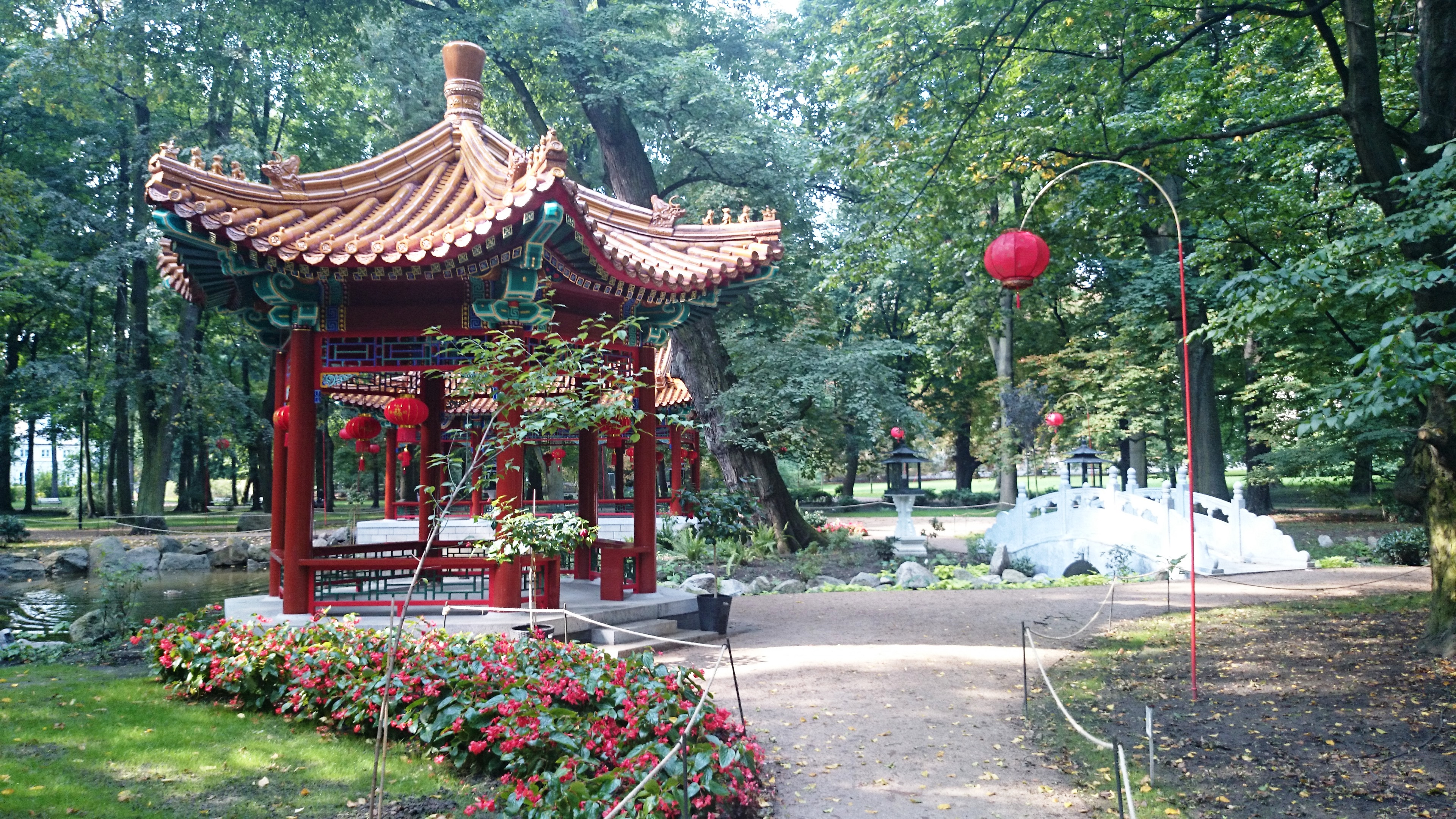
Kínai pavilon Varsóban
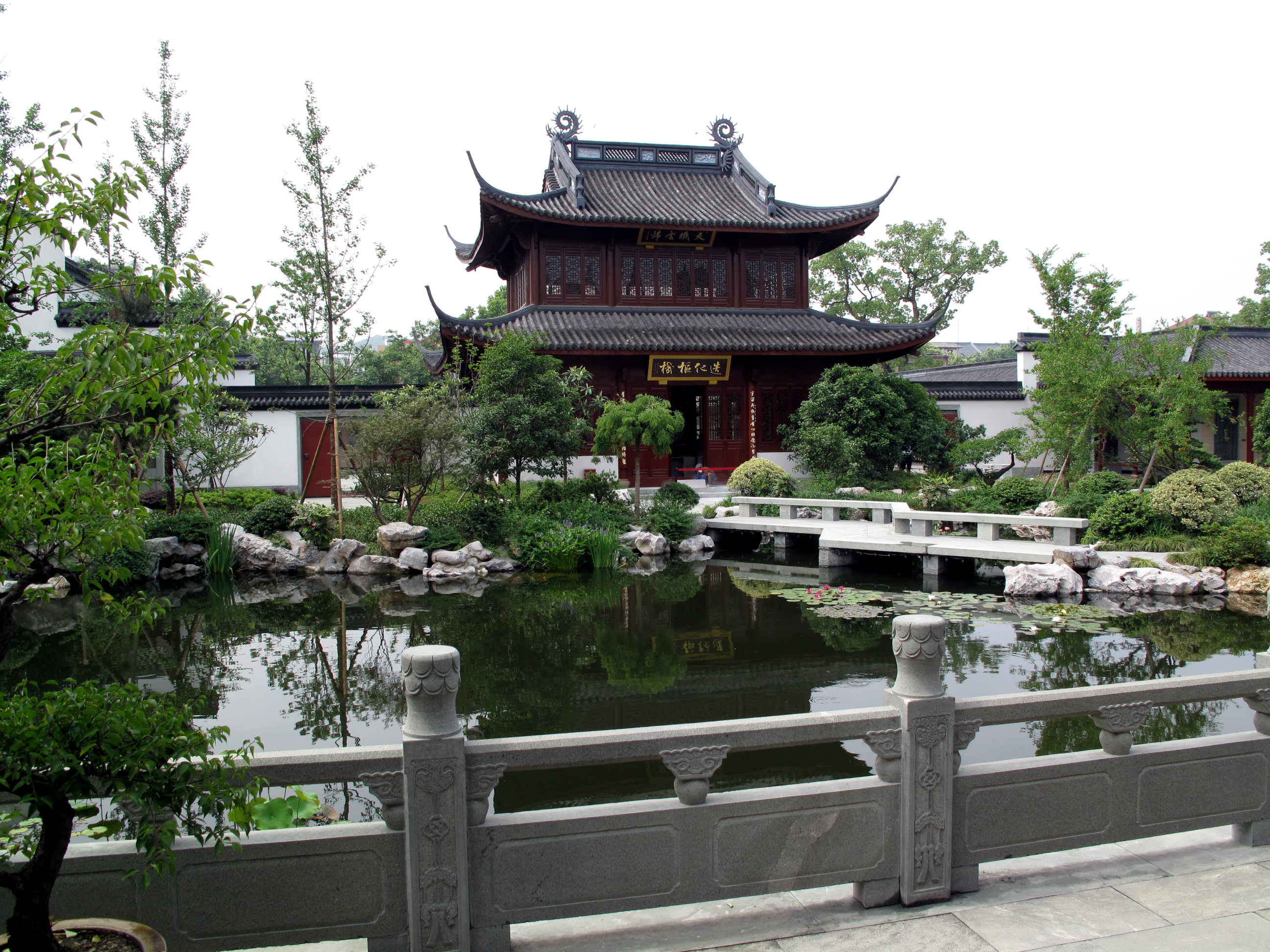
Konfuciánus templom, Hangcsou
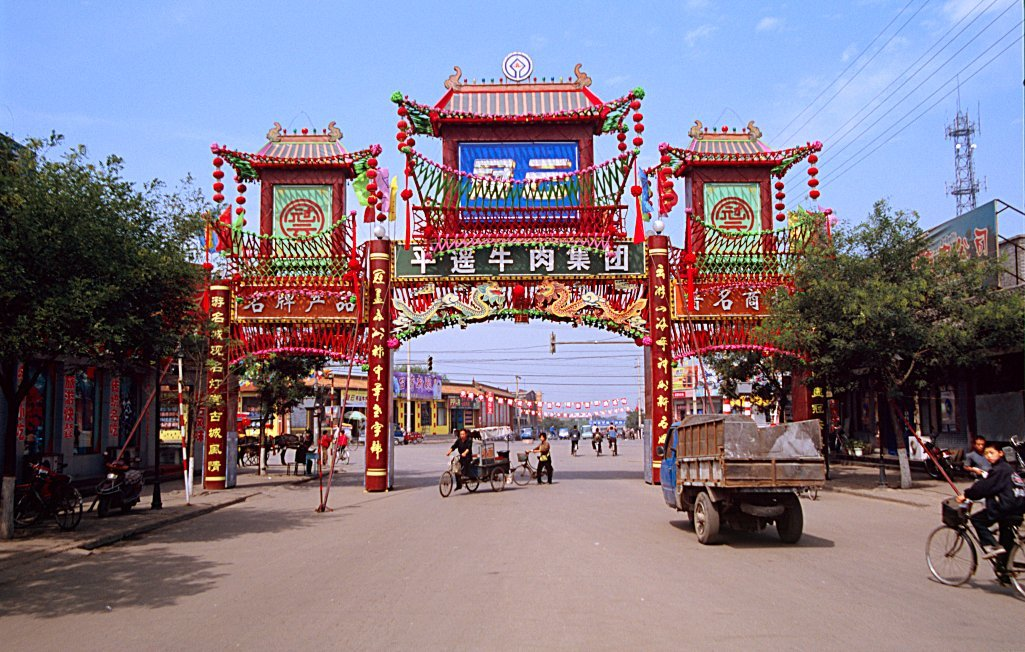
Városkapu, Pingjao
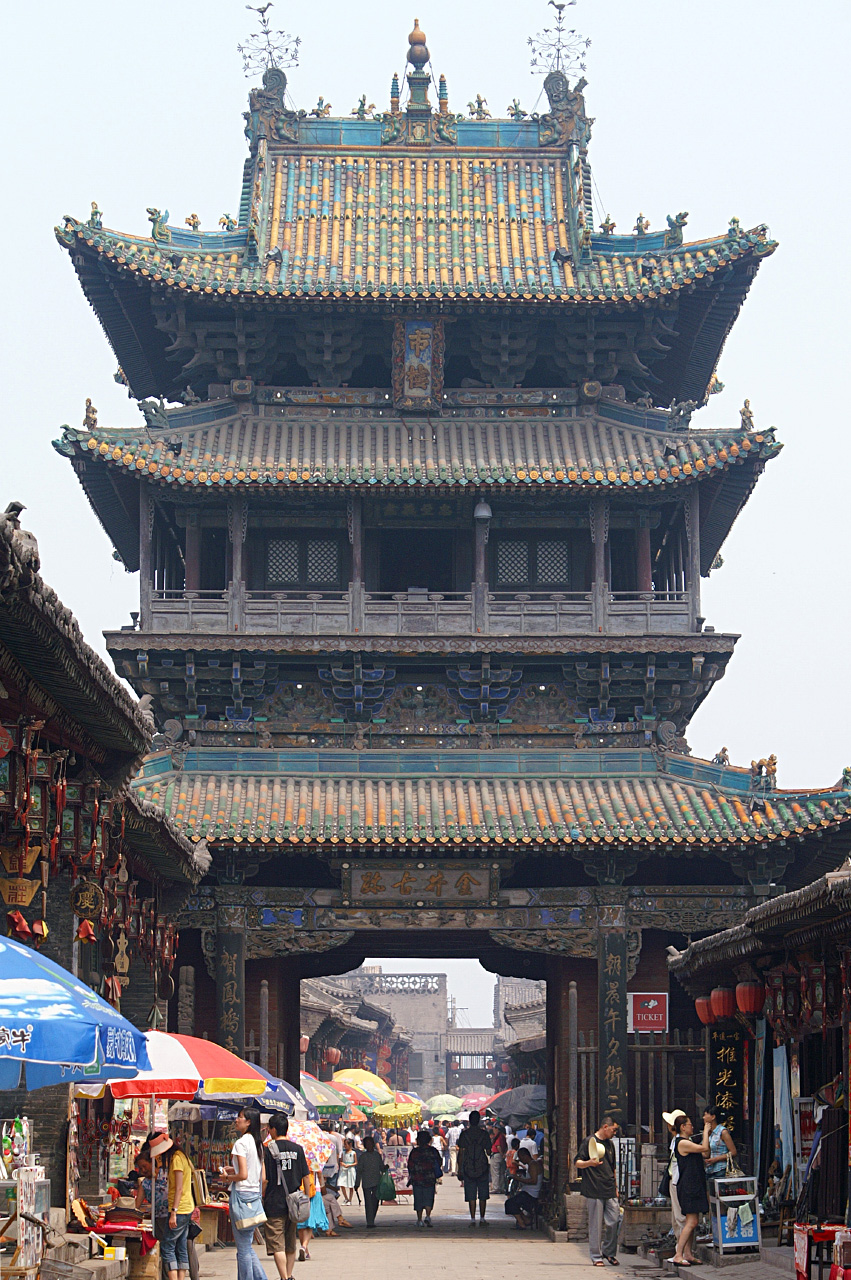
Pingjao (Pingyao) piactornya, Senhszi (Shanxi)
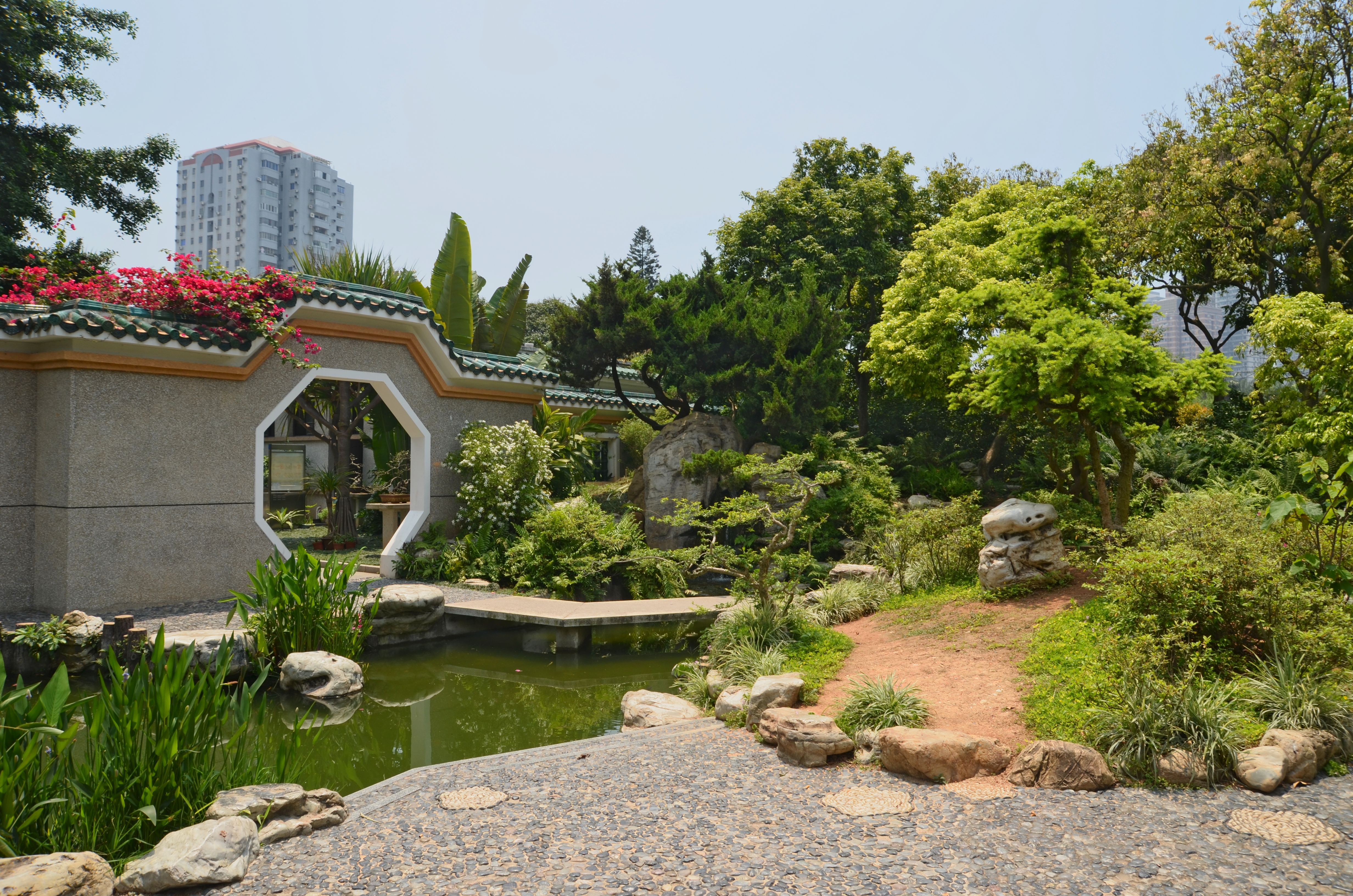
Kínai kert kapuval, Xiamen
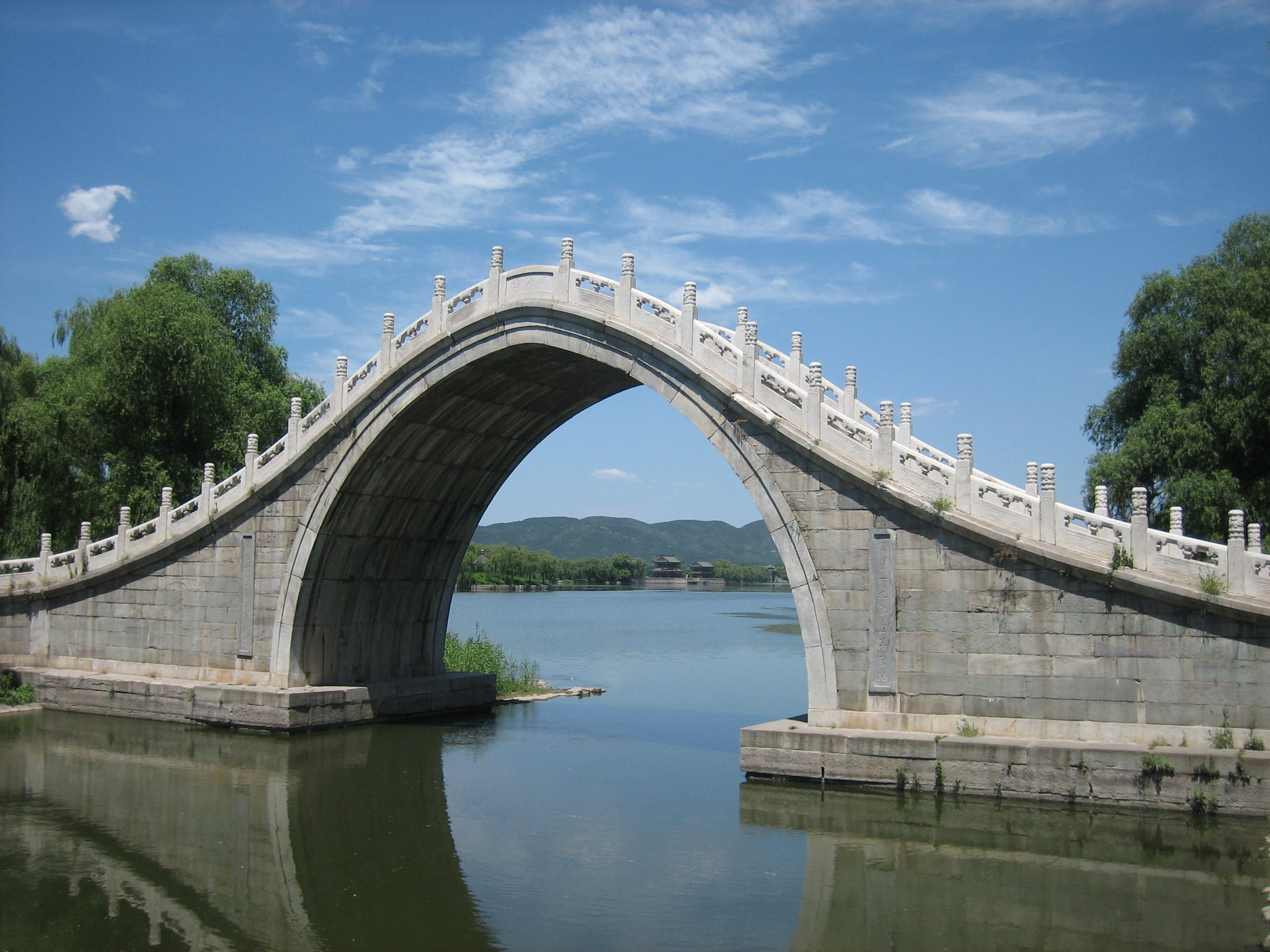
Holdhíd a Nyári Palotánál
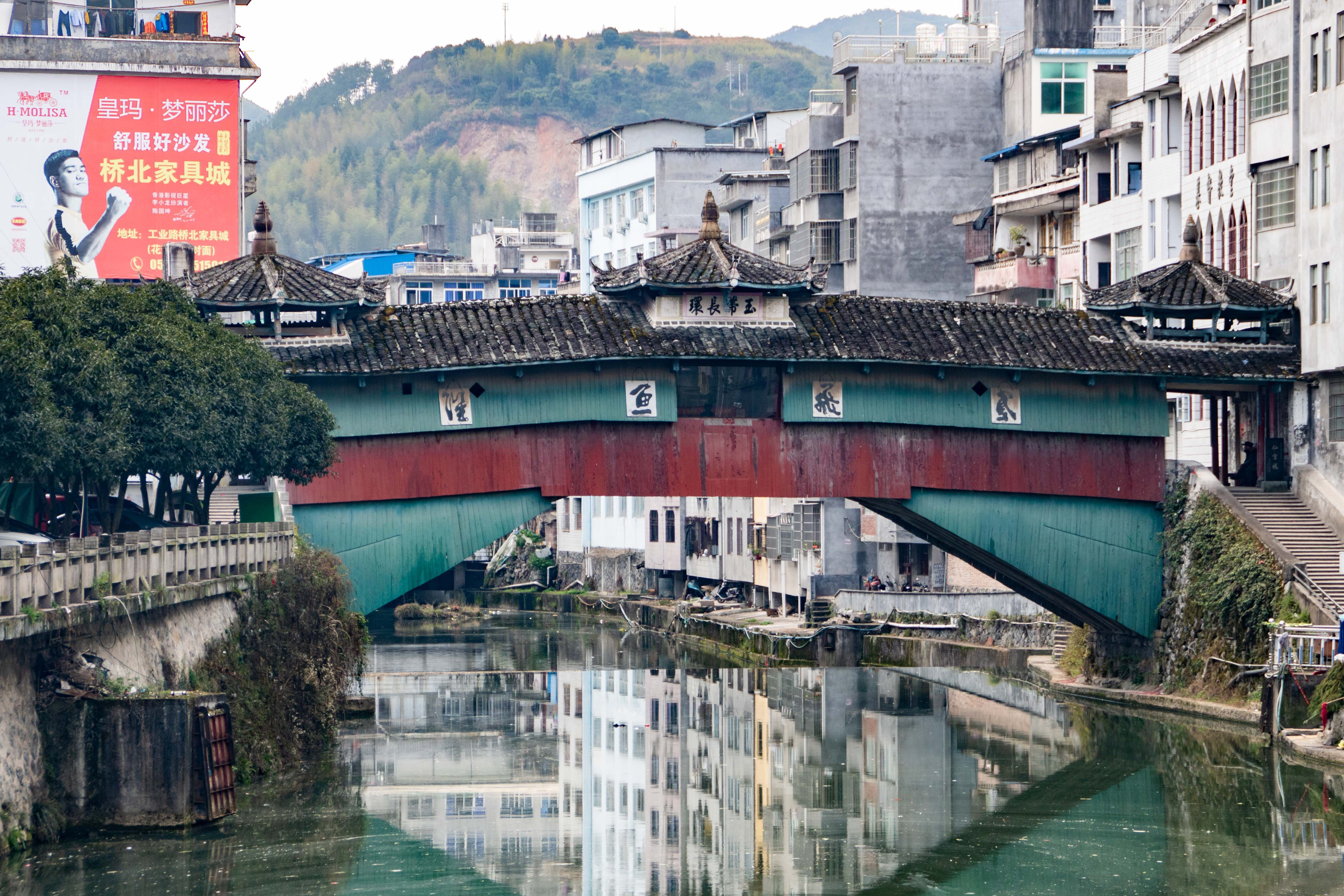
Fedett híd Fucsien tartományban